# Cades Cove

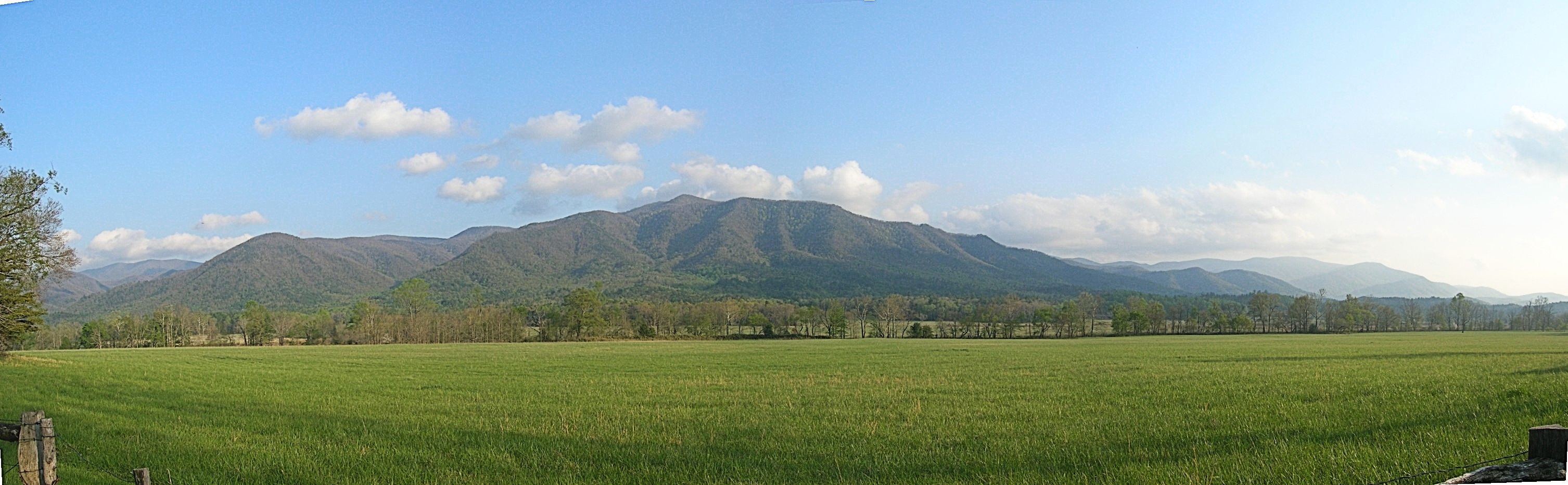
Die umgebenden Berge von Cades Cove

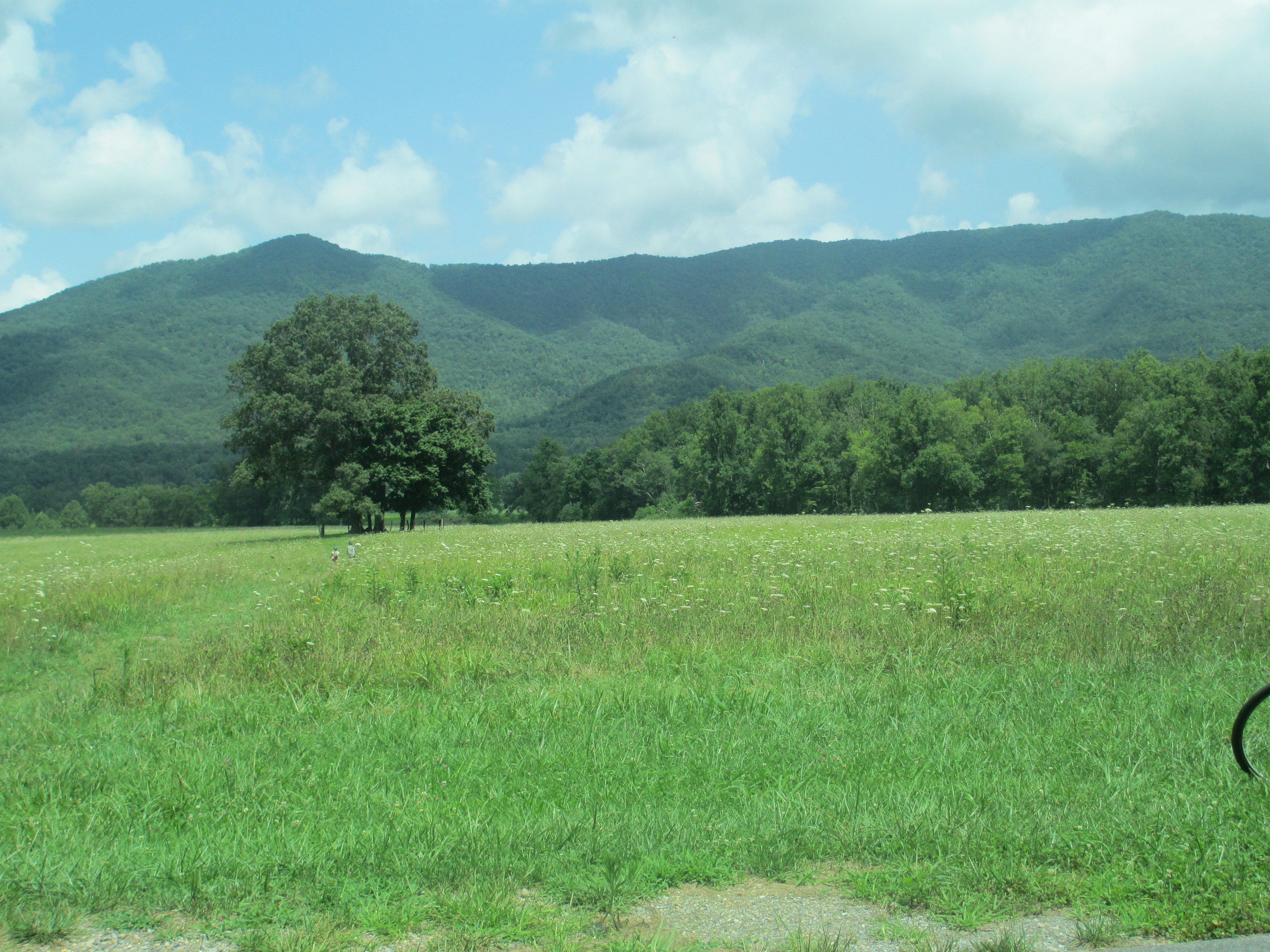
Landschaft von Cades Cove entlang der 11-mile Auto Tour.

Cades Cove ist ein isoliertes Tal im Great Smoky Mountains National Park auf dem Gebiet von Tennessee, USA. Das Tal war ursprünglich dicht besiedelt und wurde nach der Gründung des Nationalparks verlassen. Heute ist Cades Cove das beliebteste Touristenziel innerhalb des Parks, das Jahr für Jahr ca. zwei mio. Besucher anlockt. Hauptattraktionen sind die gut erhaltenen Siedlungen, die romantischen Berge und die vielfältige Tierwelt. Der Cades Cove Historic District wurde ins National Register of Historic Places aufgenommen.

## Geologie

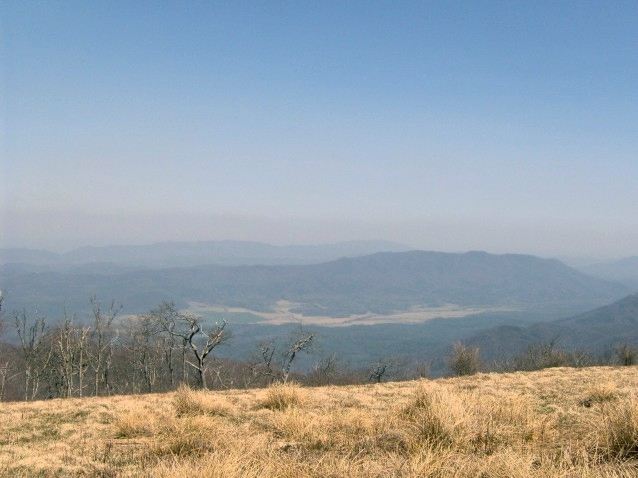
Blick auf Cades Cove vom Gipfel des Gregory Bald.

Geologisch gesehen ist Cades Cove ein geologisches Fenster über einer Kalkstein-Schicht, das durch die Erosion eines älteren, präkambrischen Sandsteins einstanden ist. Erosionsbeständigere Gesteine, wie die Cades-Sandsteine von Rich Mountain im Norden und die Elkmont- und Thunderhead-Sandsteine bei Smokies Crest im Süden schließen die Cove ein, wodurch sie in den Great Smoky Mountains relativ isoliert liegt. Genauso wie bei den benachbarten Fenstern von Tuckaleechee Cove im Norden und Wear Cove im Osten, entstand durch die Verwitterung des Kalksteins ein tiefer, fruchtbarer Boden, der Cades Cove für Farmer attraktiv machte.
Der Hauptteil der Gesteine in Cades Cove sind nichtmetamorphe Sedimente, die im Zeitraum zwischen 340 Mio. und 570 Mio. Jahren während des Ordoviziums entstanden sind. Die Präkambrischen Felsen, aus denen die umgebenden Bergkämme bestehen, gehören zu den Sandsteinen der Ocoee Supergroup, die vor ca. 1 Mrd. Jahren entstanden. Die Berge an sich wurden vor ca. 200 Mio. bis 400 Mio. Jahren Während der Alleghenische Orogenese gebildet, als Laurussia und Gondwana zusammenstießen und Überschiebungen der älteren Felsformationen über die jüngeren entstanden.

### Gregory’s Cave
Das Aufbrechen und die Verwitterung von Sand- und Kalkstein haben in der Umgebung von Cades Cove zur Bildung mehrerer Höhlen geführt. Die beiden größten davon sind Gregory’s Cave und Bull Cave. Bull Cave ist mit einer Tiefe von 924 feet (281 m) die tiefste Höhle in Tennessee. Trilobiten und Brachiopoden-Fossilien wurden in Gregory’s Cave gefunden.
Der Eingang zu Gregory’s Cave ist ca. 3 m breit und 1, 2 m hoch (10 × 4 ft). Die Höhle besteht hauptsächlich aus einer großen Passage mit durchschnittlich 6–17 m breite und 4,6 m Höhe (20–55: 15 ft). Diese Passage ist 133 m lang und verfügt über eine Nebenhöhle, die ca. 91 m weit vom Eingang nach rechts (S) abzweigt und ca. 30 m weit begehbar ist. In der Nähe der Nebenhöhle finden sich „talley marks“ (Mess-Markierungen) an der Wand, die von Salpeter-Bergleuten angebracht wurden und man erkennt, dass der Boden auf dieser Seite der Höhle ausgegraben wurde. Einschläge der Spitzhacken sind noch heute sichtbar. Das Salpeter-Mining wurde seit dem späten 18. Jahrhundert bis nach dem Sezessionskrieg betrieben. Diese Grabungen wurden also irgendwann zwischen 1818 und 1865 durchgeführt, als die ersten Siedler in Cades Cove anlangten.
Gregory’s Cave ist die einzige Höhle im Nationalpark, die als Schauhöhle ausgebaut wurde. Die Höhle wurde im Juli 1925 für die Öffentlichkeit zugänglich gemacht. Nachdem das Anwesen der Familie Gregory 1935 für den Nationalpark aufgekauft wurde, erhielt die Familie ein „lifetime dowry“ (Lebenslange Mitgift/Rente) und die Frau des Eigentümers, J. J. Gregory, Elvira, erhielt lebenslanges Wohnrecht bis zu ihrem Tod am 26. März 1943. Einer ihrer Söhne erhielt noch die Erlaubnis auf dem Land zu bleiben, bis er im Herbst seine Früchte geerntet hatte.
Donald K. MacKay, ein Geologe des National Park Service, berichtet, dass die Gregory-Familie bis 1935 Führungen in der Höhle durchführte. Der Eintrittspreis zu dieser Zeit betrug 50 cents für Erwachsene; Kinder erhielten freien Zugang.
Während dieser Nutzung gab es angelegte Wege, zum Teil mit Holzbohlen, und elektrisches Licht. Wesley Herman Gregory, der Sohn von J. J. Gregory, erzählt von einem „Delco System“
Während des Kalten Krieges wurde Gregory’s Cave als Atombomben-Schutzraum (fallout shelter) eingerichtet mit einer zugewiesenen Kapazität von 1.000 Personen. Die Höhle wurde mit Nahrungsmitteln, Wasser und weiteren Notfall-Vorräten ausgerüstet.
Gregory’s Cave ist heute verschlossen und nur auf Erlaubnis des National Park Service zugänglich, vornehmlich für Forscher.

## Geschichte

### Frühgeschichte
Bis ins 18. Jahrhundert nutzten die Cherokee zwei Hauptwege um die Smokies von North Carolina nach Tennessee auf dem Weg zu den Overhill settlements zu durchqueren. Einer dieser Wege war der Indian Gap Trail, der den Rutherford Indian Trace in den Great Balsam Mountains mit dem Great Indian Warpath im heutigen Sevier County verband. Der andere war ein tiefer gelegener Pfad, der seinen Scheitelpunkt bei Ekaneetlee Gap hatte, einem Bergrücken etwas östlich von Gregory Bald. Dieser Pfad führte durch Cades Cove und Tuckaleechee Cove, bevor er entlang der Wege von Great Tellico und anderer Overhill Towns entlang des Little Tennessee River weiterführte. Europäische Händler nutzten diese Pfade bereits ab 1740.
Um 1797, und wahrscheinlich schon früher, hatten Cherokee in Cades Cove eine Siedlung angelegt, Tsiya’hi (dt.: Otter Platz). Dieses Dorf, ein besseres Jagd-Camp, befand sich irgendwo in den Ebenen am Cove Creek. Henry Timberlake, ein früher Entdecker in Ost-Tennessee, berichtet, dass in den Flüssen in diesem Gebiet zahlreiche Otter vorkamen, auch wenn die Otter bereits ausgestorben waren, als die ersten europäischen Siedler anlangten.
Cades Cove erhielt seinen Namen von dem Häuptling von Tsiya’hi „Chief Kade“. Über ihn ist wenig bekannt; nur seine Existenz wurde durch einen europäischen Händler mit Namen Peter Snider (1776–1867) bezeugt, der in der nahegelegenen Tuckaleechee Cove lebte. Abrams Creek, ein Bach, der durch die Cove verläuft erhielt seinen Namen nach einem anderen Häuptling, Abraham of Chilhowee.
1819 beendete der Treaty of Calhoun alle Ansprüche der Cherokee auf Gebiete in den Smokies und Tsiya'hi wurde bald darauf aufgegeben. Die Cherokee hielten sich jedoch weiterhin gelegentlich in den umgebenden Wäldern auf und attackierten die Siedler bis 1838 von Zeit zu Zeit. Danach wurden sie in die Territorien in Oklahoma umgesiedelt (Pfad der Tränen).

### Europäische Besiedlung

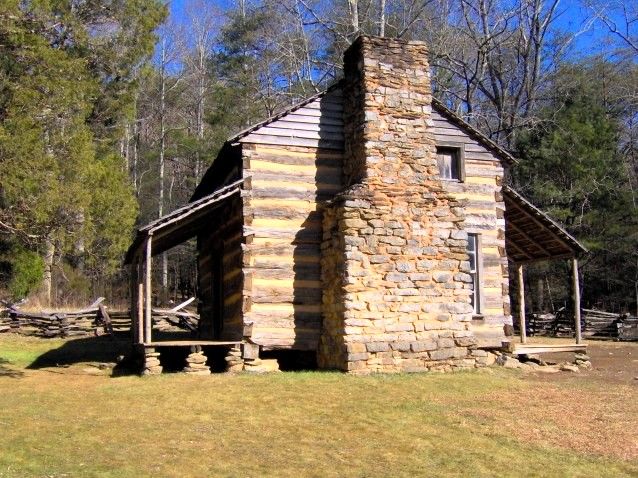
John Oliver Cabin, c. 1822.

John Oliver (1793–1863), ein Veteran des Britisch-Amerikanischen Krieges 1812, und seine Frau Lurena Frazier (1795–1888) waren die ersten Europäischen Siedler, die permanent in Cades Cove lebten. Die Olivers kamen ursprünglich von Carter County, Tennessee. Sie kamen 1818 an, in Gesellschaft von Joshua Jobe, der sie überzeugt hatte, sich in der Cove niederzulassen. Jobe kehrte jedoch wieder nach Carter County zurück. Die Olivers blieben, kämpften sich durch den Winter und überlebten, indem sie sich von getrocknetem Kürbis ernährten, der ihnen von freundlichen Cherokee überlassen wurde. Jobe kehrte im Frühjahr 1819 mit einer Herde Kühe zurück und überließ den Olivers zwei Milchkühe um ihre Beschwerden zu erleichtern.
1821 kaufte William Tipton (Fighting Billy, 1761–1849), ein Veteran der Amerikanischen Revolution und von John Tipton, einem Gegner des State of Franklin, große Areale von Cades Cove, die er in der Folge an seine Söhne und Verwandten weiterverkaufte, woraufhin die Siedlung einen regelrechten Boom erlebte. In den 1820ern kam Peter Cable, ein Farmer deutscher Herkunft, in Cades Cove an und errichtete ein ausgeklügeltes System von Dämmen und Schleusen (sluices), durch welche die Sumpfgebiete im Westteil der Cove entwässert werden konnten. 1827 eröffnete Daniel Davis Foute eine Schmiede (Bloomery Forge) um Metall-Werkzeuge herzustellen. Robert Shields langte 1835 an und baute eine Mühle (tub mill) am Forge Creek. Sein Sohn, Frederick, erbaute die erste Getreidemühle. Weitere frühe Siedler errichteten Häuser auf den umliegenden Bergen; unter anderen Russell Gregory (1795–1864), nach dem Gregory Bald benannt ist, und James Spence, nach dem Spence Field benannt ist.
Zwischen 1820 und 1850 wuchs die Population von Cades Cove auf 671 an und die Größe der Farmen betrug zwischen 150 und 300 acres (0,6 und 1,2 km²). Die Siedler waren jedoch teilweise abhängig von der Siedlung im nahegelegenen Tuckaleechee Cove für Vorräte und andere Waren.
Ein Post Office wurde 1833 eingerichtet und der Post Master Philip Seaton aus Sevierville richtete 1839 eine wöchentliche Mail Route (Postfahrt) ein. Telefon gab es bereits in den 1890ern, als Dan Lawson und mehrere Nachbarn eine Telefonleitung nach Maryville bauten. In den 1850ern verbanden mehrere Straßen Cades Cove mit Tuckaleechee und Montvale Springs, von denen einige noch immer als Wald- und Wanderwege unterhalten werden.

### Religion

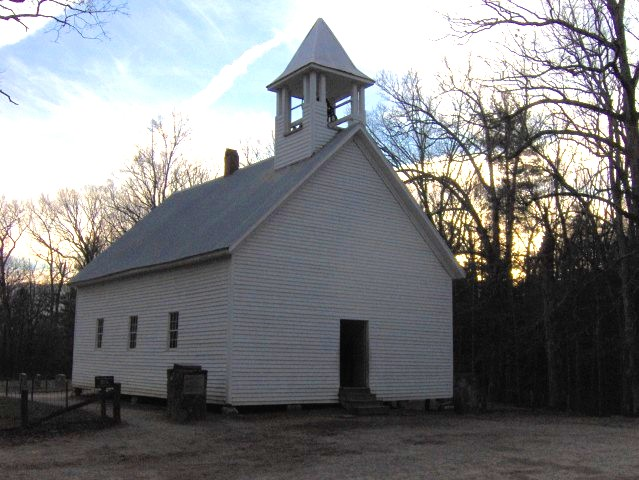
Cades Cove Primitive Baptist Church

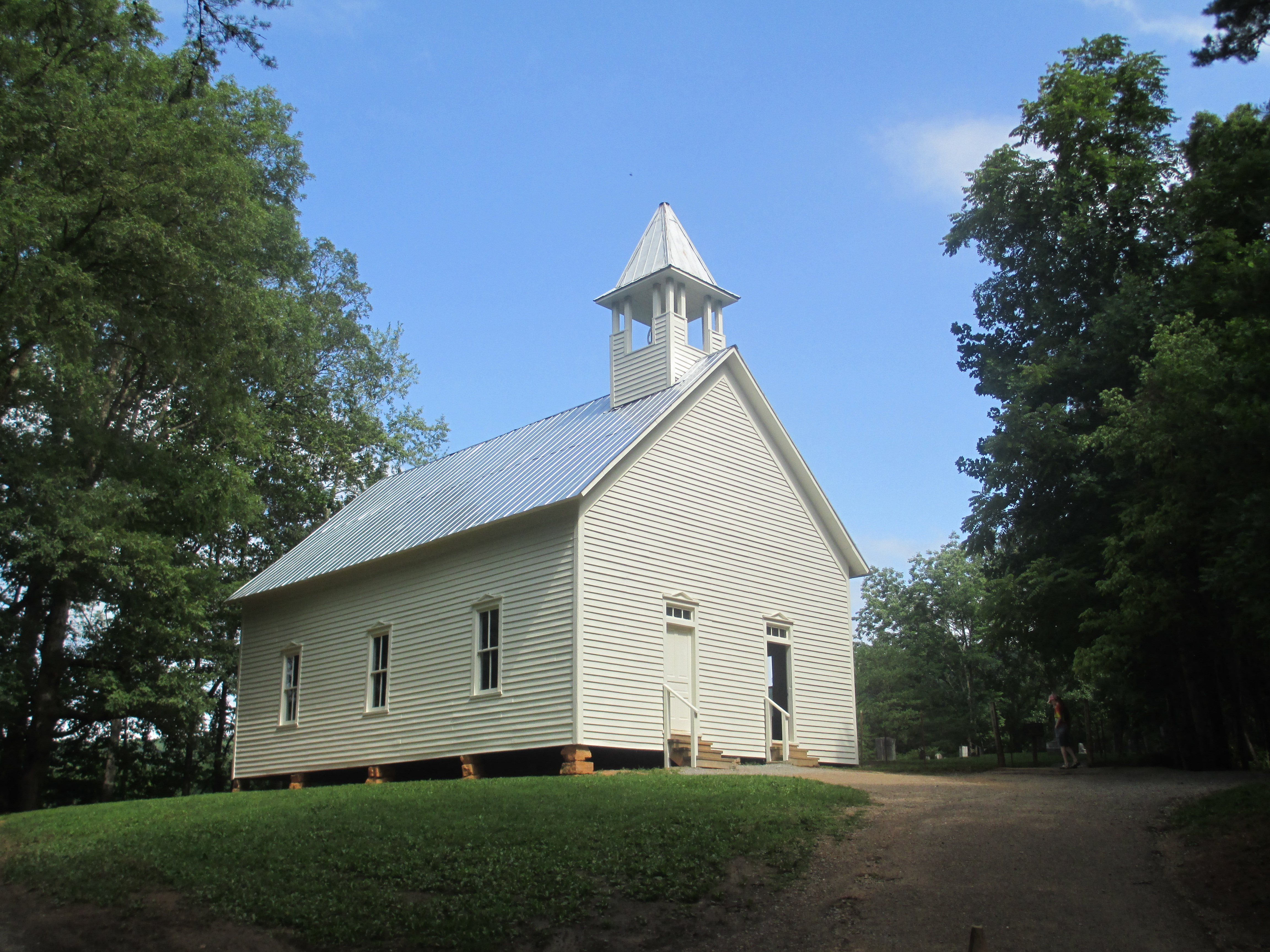
The Cades Cove Methodist Church

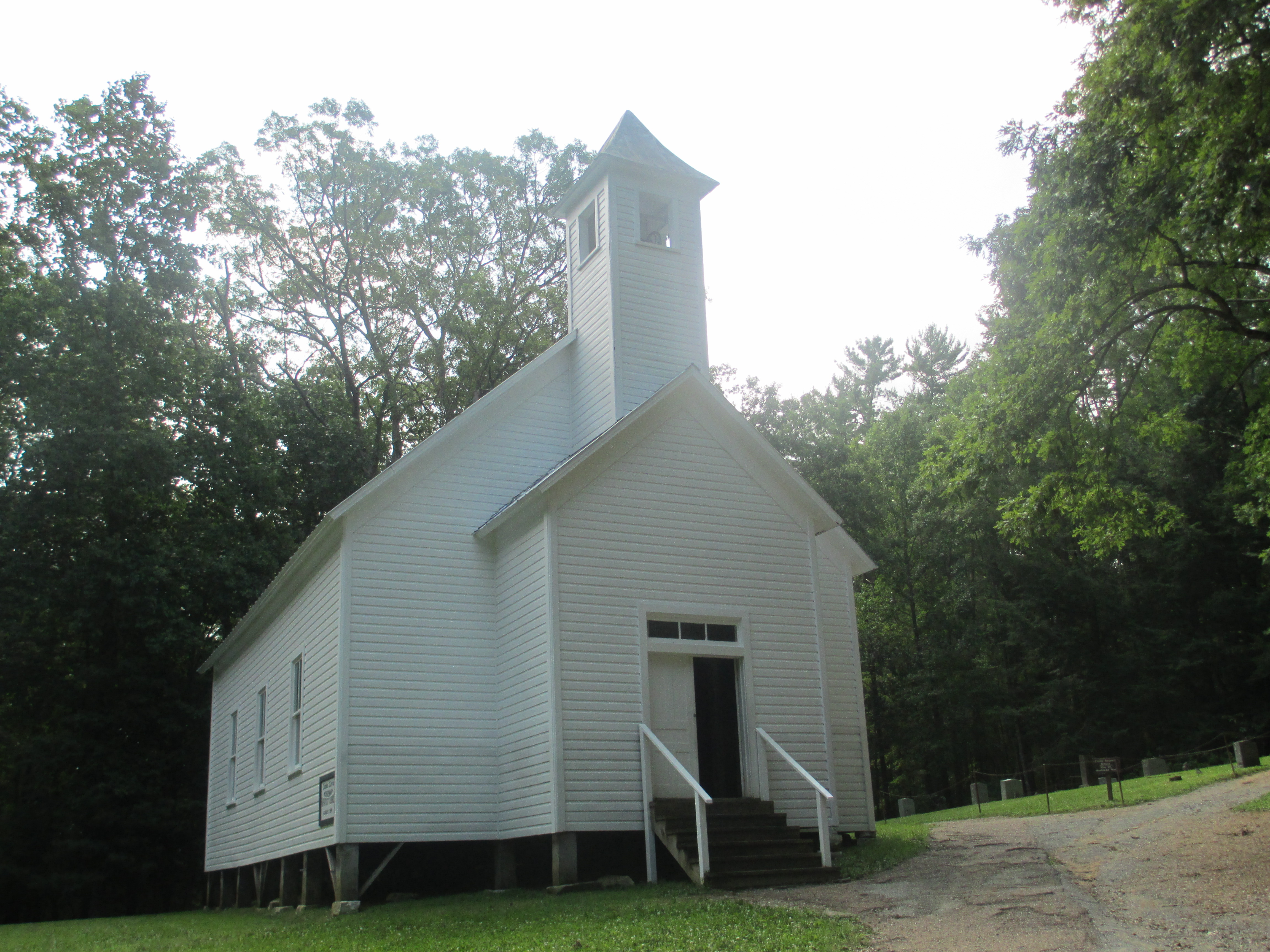
Cades Cove Missionary Baptist Church

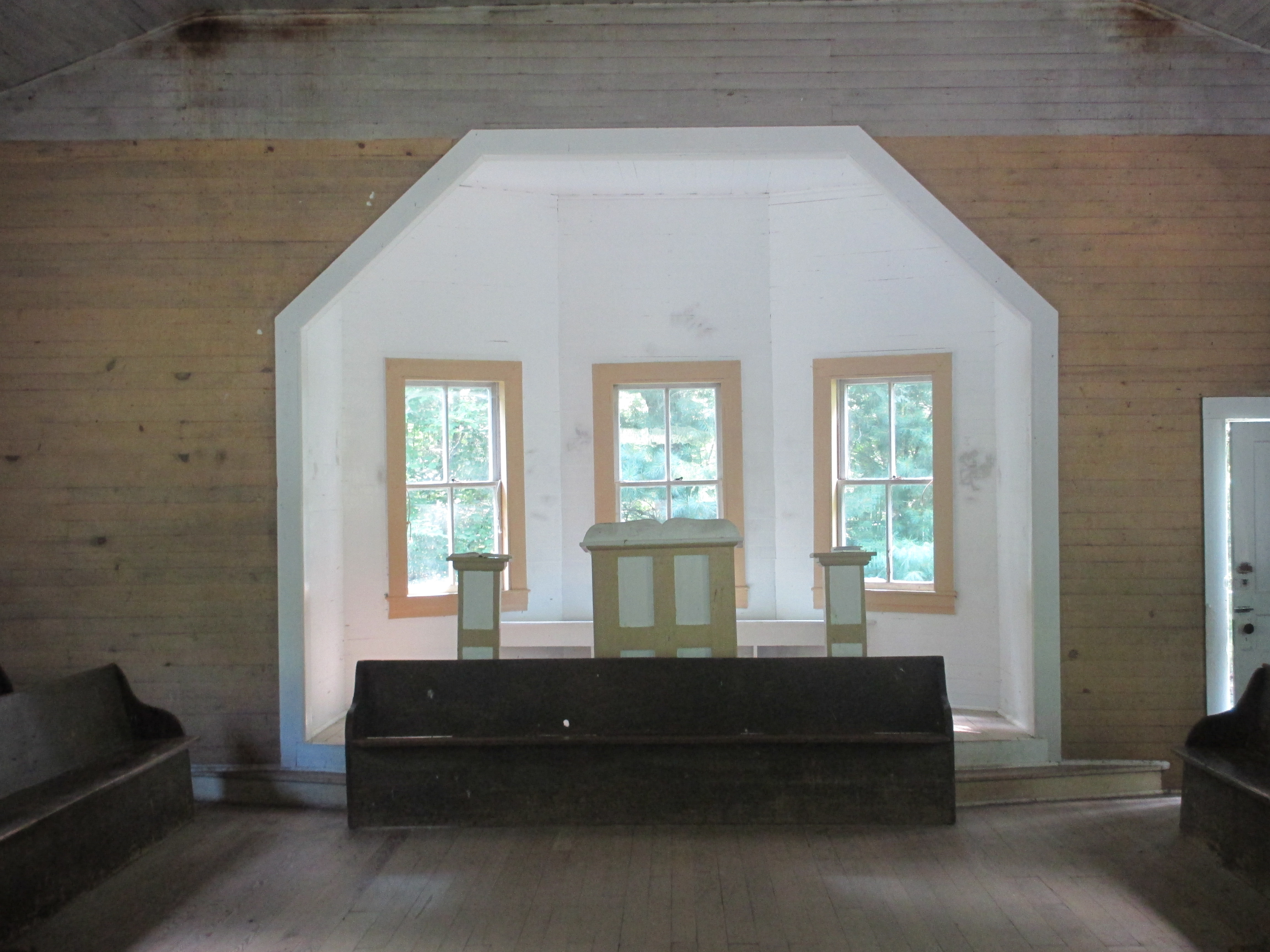
Innenansicht des Missionary Baptist Sanctuary

Religion war ein wichtiger Teil des Lebens in Cades Cove von Anfang an, schon seit der Ansiedlung von John und Lucretia (Lurena) Oliver. Die Oliver erreichten es 1825 einen Ableger der Miller’s Cove Baptist Church in Cades Cove zu gründen. Nachdem sie sich kurzzeitig der Wear’s Cove Baptist Church angeschlossen hatte, wurde die Cades Cove Baptist Church 1829 als eigenständige Gemeinde anerkannt.
In den 1830ern ereignete sich eine Kirchenspaltung in Ost-Tennessee, die als „Anti-mission Split“ bezeichnet wird. Die Spaltung entstand über Meinungsverschiedenheiten zur biblischen Grundlage von Mission und anderen „innovations of the day“ (Neuerungen des Tages). Diese Debatte erreichte Cades Cove Baptist Church 1839 und wurde dort so emotional geführt, dass die Tennessee Association of United Baptists intervenieren musste. Letztendlich verließen dreizehn Mitglieder die Gemeinde und bildeten im selben Jahr Cades Cove Missionary Baptist Church und die verbleibende Gemeinde änderte 1841 den Namen in Primitive Baptist Church. Diese Primitive Baptists glauben an eine strikte, buchstäbliche Interpretation der Heiligen Schrift. William Howell Oliver (1857–1940), Pastor der Primitive Baptist Church von 1882 bis 1940, erklärte:

„Wir glauben, dass Jesus Christus selbst die Kirche eingesetzt hat, dass sie am Anfang perfekt war, passend in ihrer Organisation für jedes Zeitalter der Welt, für jeden Ort der Erde, für jeden Art und Zustand der Welt, für jede Art und Zustand der Menschheit, ohne irgendwelche Wechsel oder Veränderungen die sich den Zeiten anpassen mussten, Gebräuchen, Situationen oder Orten.“

Die Primitive Baptists blieben die vorherrschende religiöse und politische Kraft in der Cove. Die Meetings wurden nur durch den Civil War unterbrochen. Die „Missionary Baptists“, mit einer viel kleineren Gemeinde kamen mit Unterbrechungen bis ins 19. Jahrhundert zusammen.
Die Cades Cove Methodist Church entstand in den 1820ern, wahrscheinlich durch die Arbeit von circuit riders wie George Eakin. Die methodistische Gemeinde blieb klein.

### Bürgerkriegszeit
In den Jahrzehnten vor dem Sezessionskrieg war Blount County, Tennessee, ein Tummelplatz für abolitionistische Aktivitäten. Die Manumission Society of Tennessee (Freilasungsgesellschaft) war im County bereits ab 1815 aktiv und die Quaker, — deren Gruppierung in Blount zu der Zeit ziemlich groß war — waren so vehement gegen Sklaverei, dass sie trotz ihrer pazifistischen Grundhaltung an der Seite der Unions-Armee kämpfen. Der Gründer des Maryville College, Isaac L. Anderson, war ein eifriger Verfechter der Sklavenbefreiung und predigte oft in Cades Cove. Der Arzt Calvin Post (1803–1873) aus Blount hatte vermutlich einen Stützpunkt der Underground Railroad (Fluchtnetzwerk) im Gebiet der Cove in den Jahren vor dem Krieg. Vor diesem Hintergrund ist es nicht verwunderlich, das Cades Cove klar auf der Seite der Union stand, ungeachtet der Zerstörungen, die dadurch im Verlauf des Krieges zu verschmerzen waren. Es gab nur wenige Ausnahmen wie den wohlhabenden Unternehmer Daniel Davis Foute.
1863 begann eine Zeit, in der konföderierte Bushwhacker aus Hazel Creek und anderen Teilen von North Carolina systematische Überfälle in Cades Cove machten, bei denen sie Haustiere raubten und jeden Unterstützer der Union töteten, den sie finden konnten. Elijah Oliver (1829–1905), ein Sohn von John Oliver und Sympathisant der Union, musste sich über die meiste Zeit des Krieges bei Rich Mountain versteckt halten. Calvin Post hielt sich ebenfalls verborgen und nach dem Tod von John Oliver 1863 hatte die Cove ihre ursprünglichen Führer verloren.
Obwohl die Federal Forces (Unionstruppen) 1863 Knoxville eroberten, gingen die Überfälle der Konföderierten weiter. Eine entscheidende Rolle in dieser Zeit spielte Russell Gregory, der ursprünglich geschworen hatte neutral zu bleiben, nachdem sein Sohn auf die Seite der Konföderierten gewechselt war. Gregory organisierte eine kleine Miliz, die hauptsächlich aus den älteren Männern der Cove bestand und 1864 lockten sie eine Bande Konföderierter Marodeure bei der Mündung des Forge Creek in den Abrams Creek. Die Konföderierten wurden überwältigt und durch die Smokies nach North Carolina zurückgejagt. Obwohl dies im Großen und Ganzen das Ende der Überfälle brachte, gelang es einer Bande von Konföderierten nur zwei Wochen später zurückzukehren und Gregory zu töten.
Cades Cove litt noch im Verlauf des ganzen 19. Jahrhundert an den Folgen des Bürgerkriegs. Erst um 1900 erreichte die Bevölkerung wieder den Stand von vor dem Krieg. Die Farmen waren nicht mehr so produktiv und die Einwohner waren Veränderungen gegenüber vorsichtig. Erst während der Progressive Era (1890–1920) erholte sich die Wirtschaft langsam.

### Moonshining und Prohibition

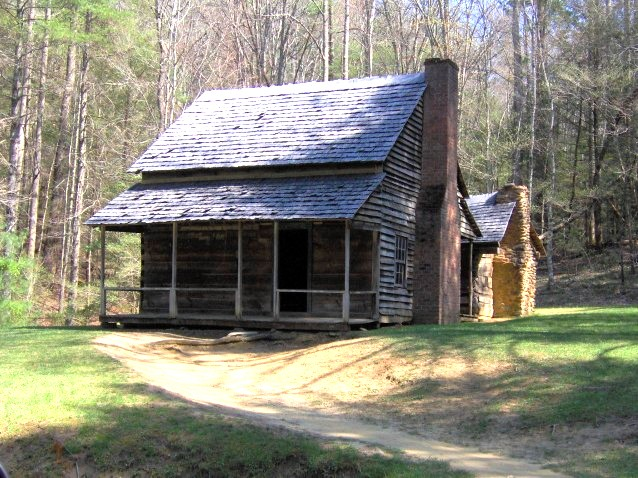
Haus von Henry Whitehead und Matilda Shields, bei Chestnut Flats.

Das Chestnut Flats Area von Cades Cove, am Fuße von Gregory Bald, war bekannt für hochwertigen Mais-Brand. Zu den bekannteren Schwarzbrennern (moonshining) gehörte Josiah Gregory („Joe Banty“ 1870–1933), der Sohn von Matilda Shields („Aunt Tildy“) aus erster Ehe. Die Primitive Baptists, allen voran William Oliver und sein Sohn, John W. Oliver (1878–1966), waren glühende Gegner sowohl von Alkoholkonsum, als auch von Schnapsbrennerei und die Schwarzbrennerei blieb dadurch begrenzt auf das Gebiet von Chestnut Flats. John W. Oliver, der damals Postausträger war, entdeckte oft illegale Distillen und zeigte sie bei den Behörden an. Oliver beschrieb später das Bild des Moonshiners als Teil des Hinterwäldler-Stereotyps (mountaineer):

„Alle diese öffentlichen Gesetzlosen, und die nie als echte, loyale Mountaineers oder als wahre amerikanische Bürger anerkannt wurden, von den aufrechten Menschen in den Bergen.“

1921 wurde Josiah Gregorys Distille vom Blount County Sheriff ausgehoben. Auch wenn später bekannt wurde, dass der Hinweis von einem Vermesser kam, beschuldigten die Gregorys die Olivers. In der Nacht nach der Razzia wurden die Scheunen von William und von John W. Oliver verbrannt, wodurch ein großer Teil der Lebensmittel und Werkzeuge verloren ging. Kurz darauf wurde Gregorys Sohn von Asa und John Sparks angegriffen nach einem missglückten Streich. Im Gegenzug jagten und erschossen Gregory und sein Bruder, Dana, die Brüder Sparks in der Christnacht 1921. Beide Brüder der Gregorys wurden verurteilt wegen Brandstiftung und später wegen verbrecherischen Angriffs. Allerdings wurden sie nach nur sechs Monaten begnadigt und vom Gouverneur Austin Peay persönlich nach Hause eskortiert.
Auch die oben erwähnte Gregory’s Cave hat wahrscheinlich eine Rolle beim Moonshining gespielt.

### National Park

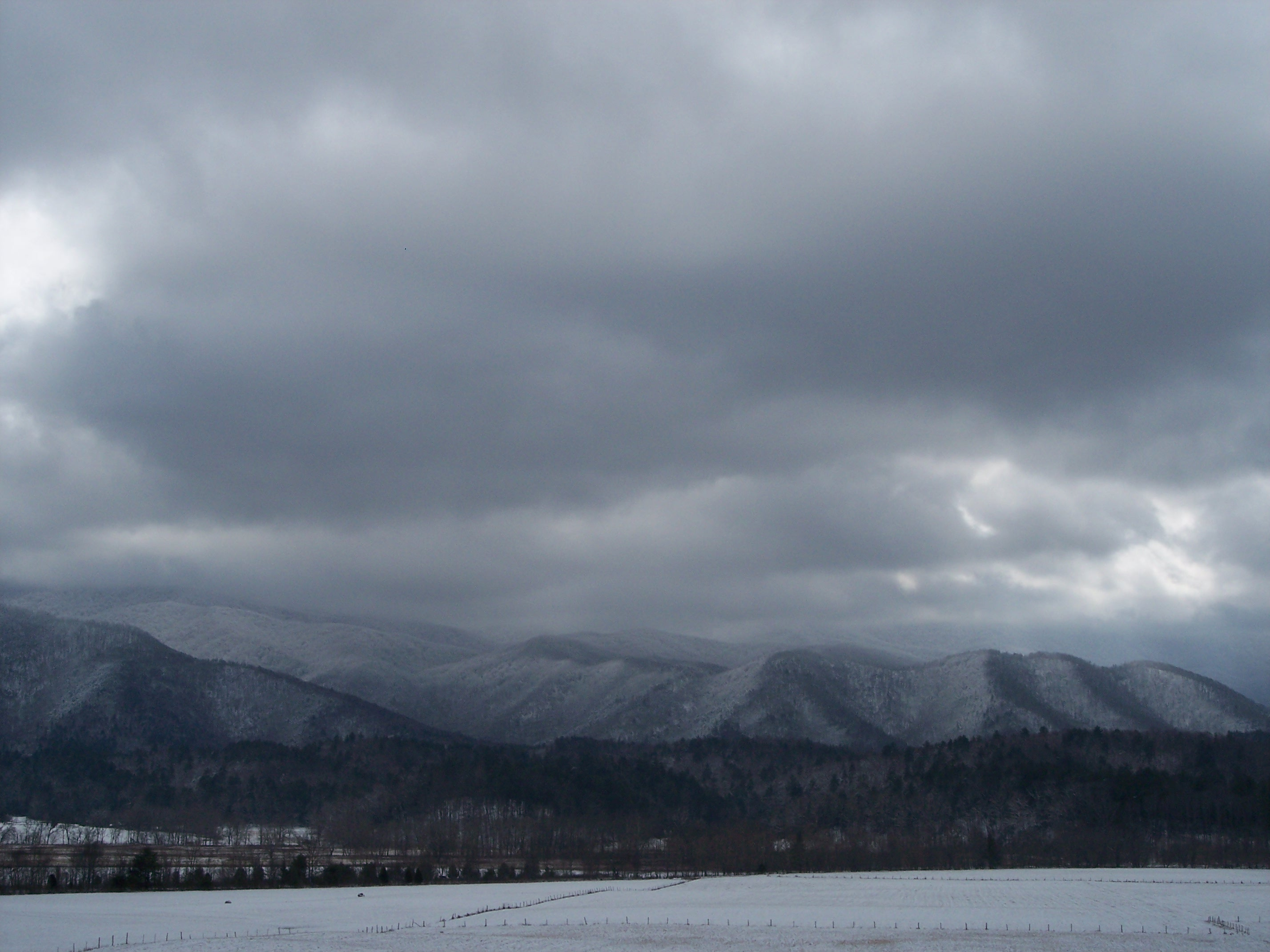
Cades Cove an einem kalten Wintertag.

Von allen Gemeinschaften in den Smoky Mountain leisteten die Anwohner von Cades Cove den größten Widerstand gegen die Bildung des Great Smoky Mountains National Park. Den Anwohnern der Cove wurde ursprünglich versichert, ihr Land würde nicht in das Parkgebiet einbezogen, woraufhin sie die Gründung begrüßten. Aber 1927 hatten sich die Zeiten geändert und als die Tennessee General Assembly ein Gesetz verabschiedete, das Gelder zur Erwerbung von Land für den Nationalpark bewilligte, erhielt die Park Commission auch die Erlaubnis, Landbesitz innerhalb der Parkgrenzen durch Enteignung einzunehmen. Die alteingesessenen Bewohner von Cades Cove waren erbost. Der Leiter der Park Commission, Colonel David Chapman, erhielt mehrere Drohungen, unter anderem einen anonymen Telefonanruf, in dem er gewarnt wurde, falls er je nach Cades Cove zurückkehren würde, würde er „die nächste Nacht in der Hölle verbringen“. Kurz darauf fand Chapman ein Schild in der Nähe des Eingangs der Cove auf dem zu lesen war:
COL. CHAPMAN: YOU AND HOAST ARE NOTFY, LET THE COVE PEOPL ALONE. GET OUT. GET GONE. 40 M. LIMIT.
Das „40 mile“ (64 km)-Limit bezog sich auf die Distanz zwischen Cades Cove und Chapmans Heimatort Knoxville. Trotz dieser Drohungen veranlasste Chapman im Juli 1929 ein Zivilverfahren (condemnation suit) gegen John W. Oliver. Das Gericht jedoch entschied zu Gunsten Olivers, mit der Begründung, dass die Bundesregierung niemals Cades Cove als essentiellen Bestandteil des Nationalparks benannt hatte. Kurz nach dem Urteilsspruch, verlautbarte der Secretary of the Interior offiziell, dass die Cove ein notwendiger Bestandteil sei und ein weiterer Prozess wurde angestrengt. Dieses Mal verlor Oliver den Prozess, nachdem der Fall bis zum Tennessee Supreme Court gegangen war. Oliver ging um den Wert seiner 375-acre (1,5 km²)-großen Farm noch mehrmals vor Gericht, die er mit einem Wert von $30.000 ansetzte während das Gericht ihm nur $17.000 mit Zinsen zugestand. Nachdem er noch eine Reihe von Einjahres-Pachtverträgen erhalten konnte, verließ er endgültig seinen Besitz am Weihnachtstag 1937. Die Primitive Baptist Church Congregation kam in Cades Cove noch bis in die 1960er zusammen, obwohl der Park Service das Gelände bebauen wollte, auf dem die Kirche stand.
Ungefähr hundert Jahre lang vor der Gründung des Nationalparks wurde in dem Tal ausgiebig Landwirtschaft und Forstwirtschaft betrieben, wodurch die Wälder stark abgeholzt wurden. Zunächst war der Plan, die Cove in ihren Naturzustand zurückkehren zu lassen, letztendlich entsprach der Nationalpark Service jedoch der Forderung der Great Smoky Mountain Conservation Association Cades Cove als Weideland zu erhalten. Auf Anweisung von Experten des Kulturmanagements wie Hans Huth, ließ die Behörde die neueren Gebäude abreißen und erhielt nur die primitiven Hütten und Scheunen, die als repräsentativ für das Leben der Pioniere in den Appalachen gehalten wurden.

## Historische Bauten in Cades Cove
Cades Cove wurde am 13. Juli 1977 als Historic District in das National Register of Historic Places aufgenommen. Der Historic District wird von der 2000 ft (610 m)-Höhenlinie umschrieben und umfasst alle Gebiete, die unterhalb dieser Höhe Liegen, sowie die historischen Gebäude, als auch die prähistorischen archäologischen Stätten.
Der National Park Service unterhält momentan mehrere Gebäude in Cades Cove, die für das Pionierleben im 19. Jahrhundert in Appalachia für repräsentativ gehalten werden.
In der folgenden Liste findet sich eine Aufstellung, entsprechend der Reihenfolge, in der die Gebäude entlang der Cades Cove Loop Road anzutreffen sind:
1. The John Oliver Cabin (1822–1823): Dunn berichtet, dass die Olivers den ersten Winter 1818–1819 in einer verlassenen Cherokee-Hütte überstanden und im folgenden Jahr eine einfache Hütte errichteten. Die heutige Hütte war ein Neubau der ersten Hütte.

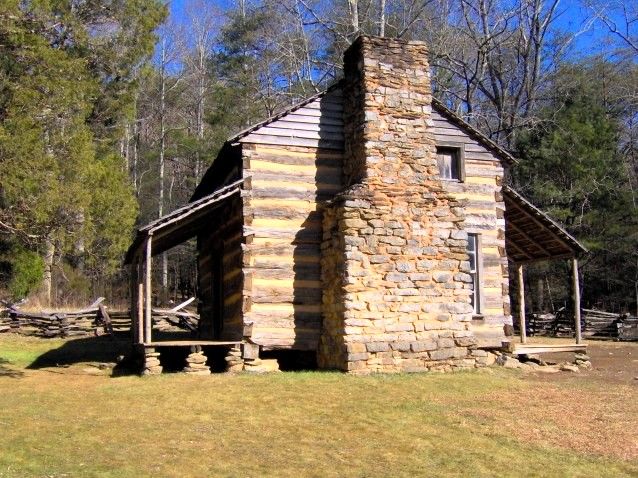
John Oliver Cabin
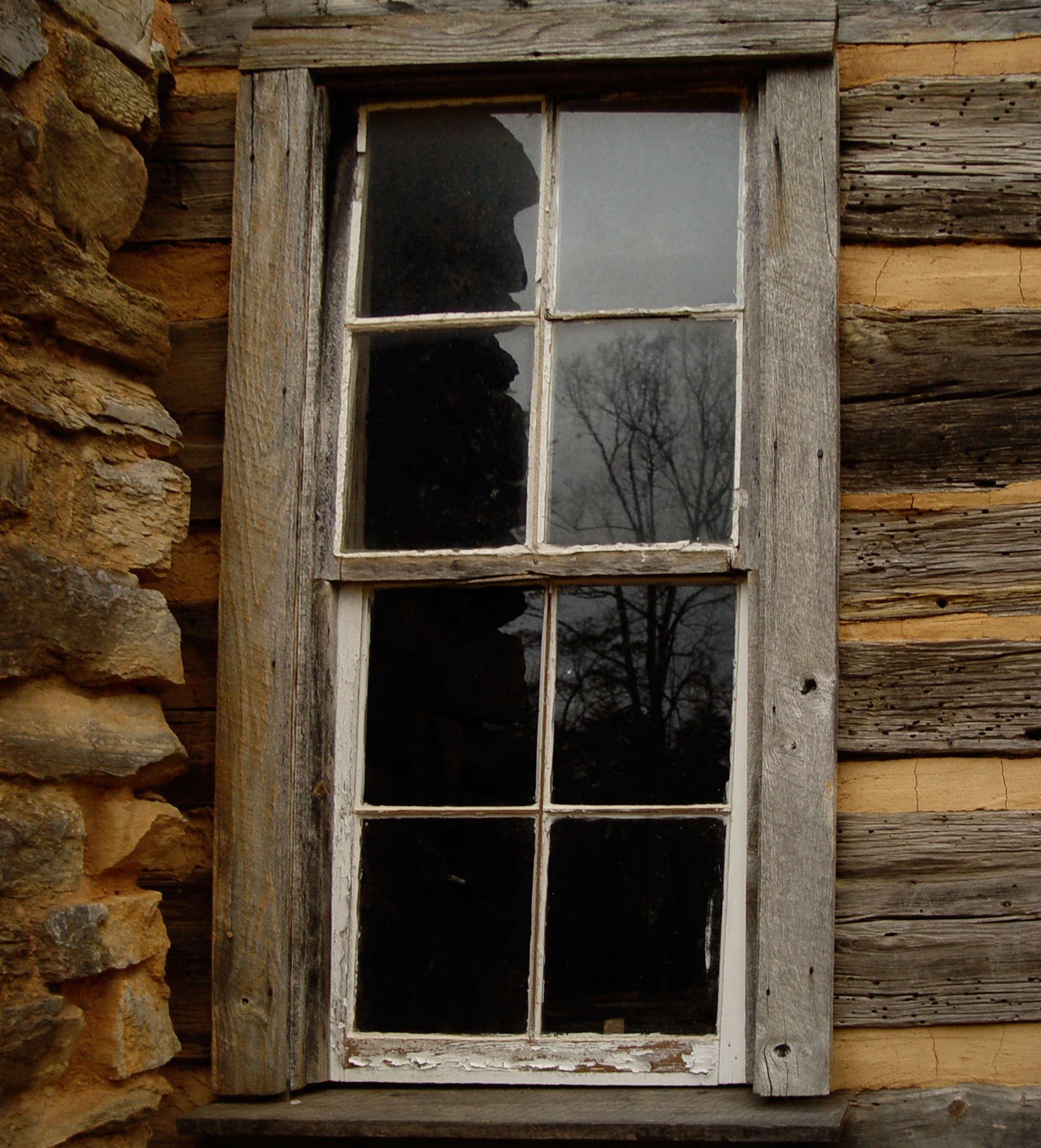
John Oliver Cabin: Fenster und Kamin
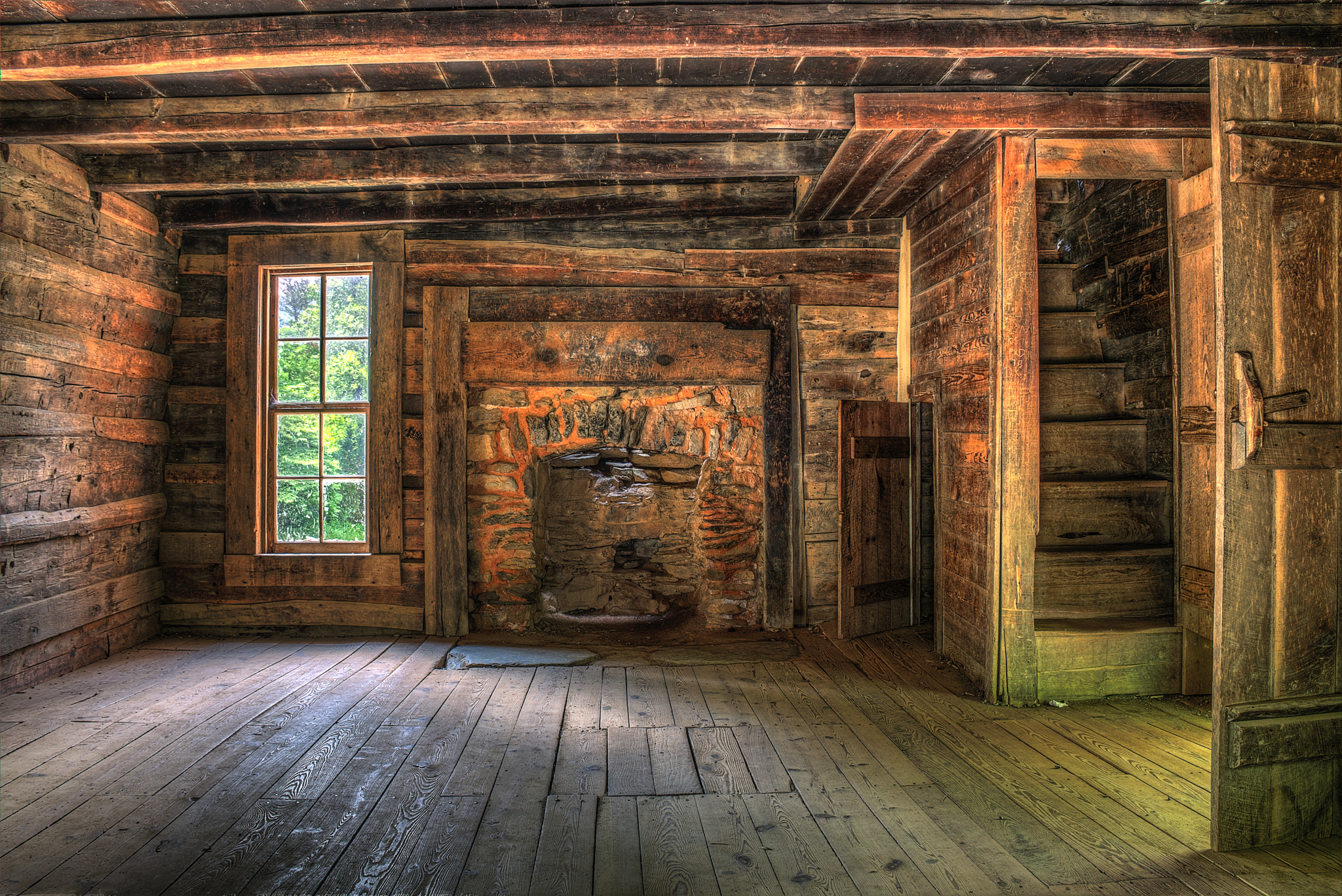
Innenansicht

2. The Primitive Baptist Church (1887). Die Olivers und Russell Gregory sind auf dem angrenzenden Friedhof bestattet.

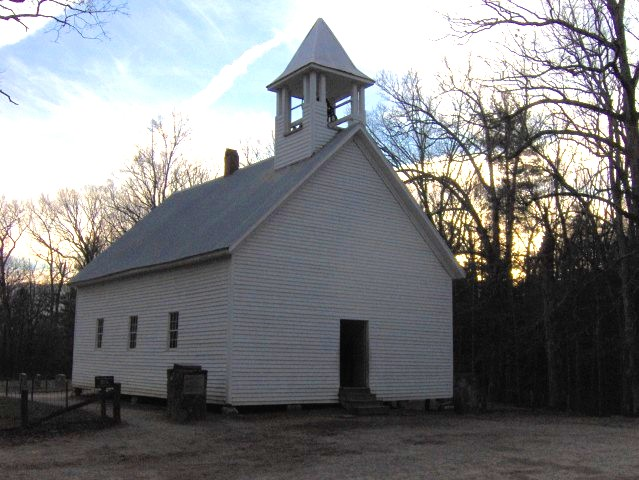
Primitive Baptist Church
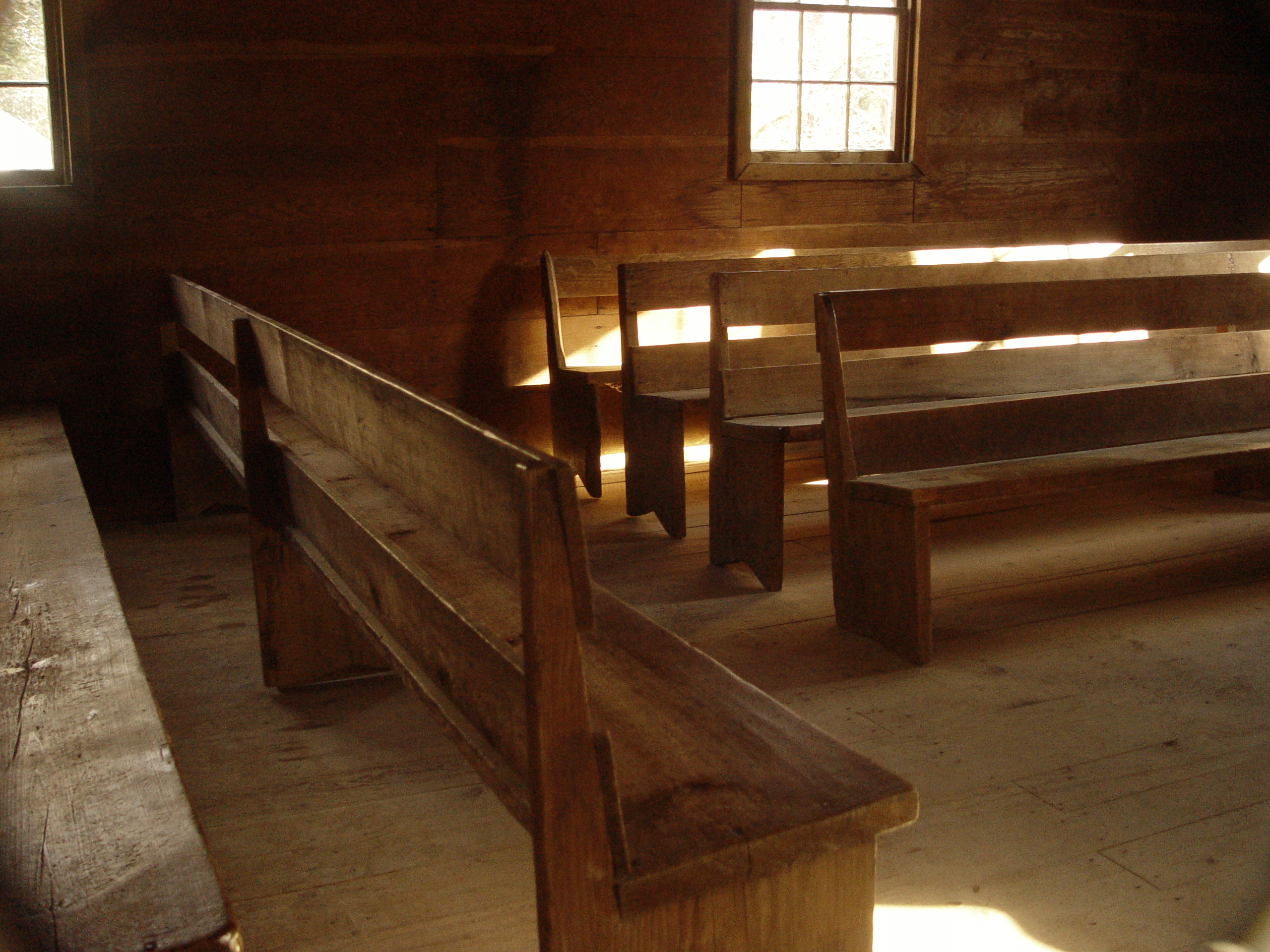
Innenansicht
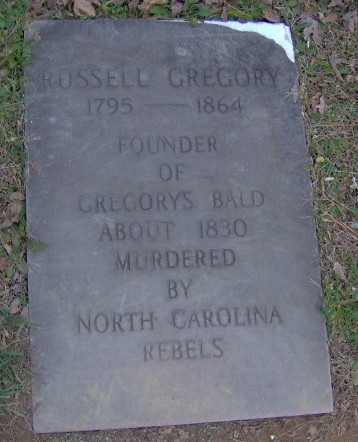
Grab von Russell Gregory

3. The Cades Cove Methodist Church (1902). Die älteste methodistische Gemeinde wurde in den 1820ern gegründet und das erste Meeting House um 1840.

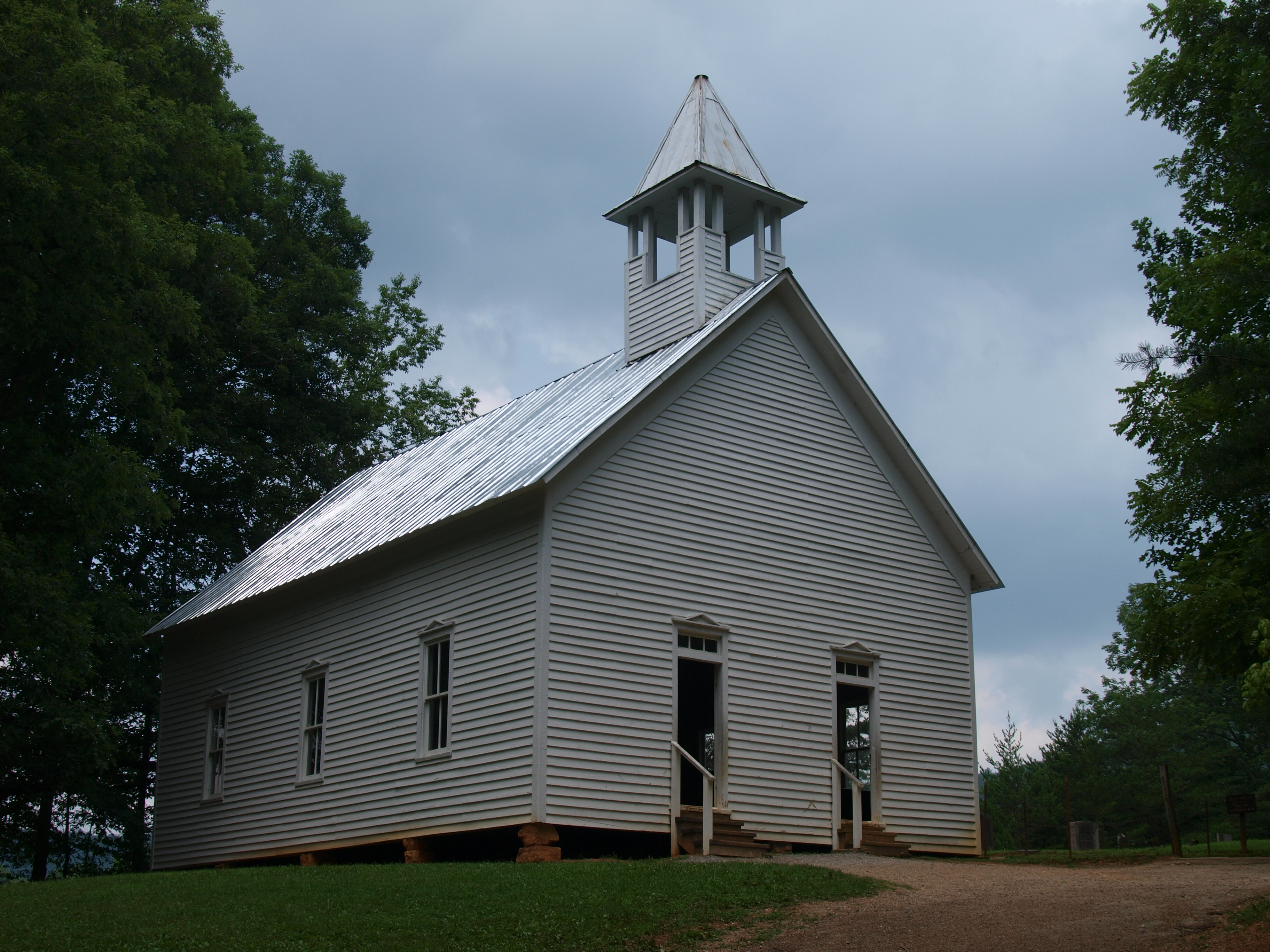
Cades Cove Methodist Church
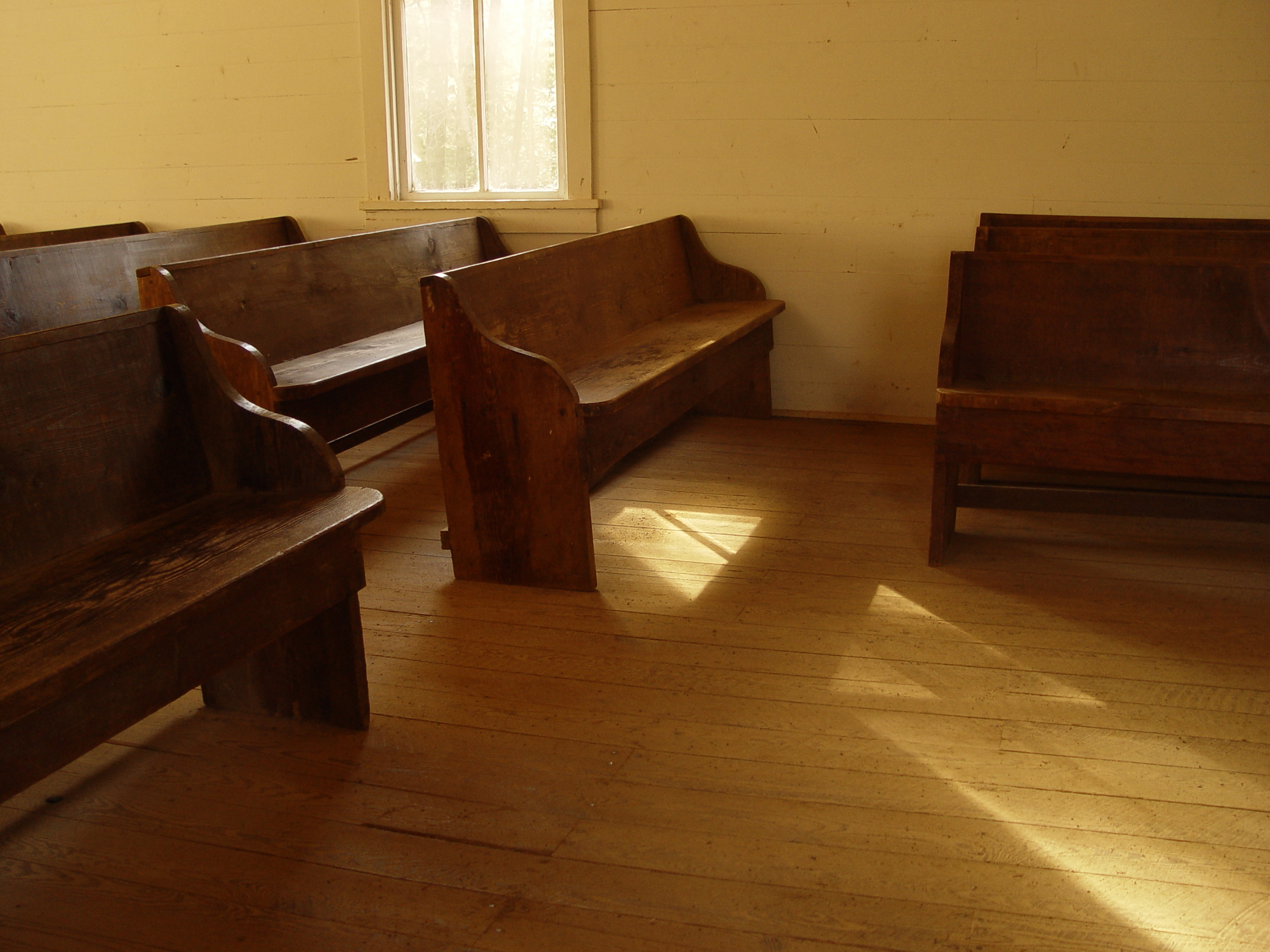
Innenansicht
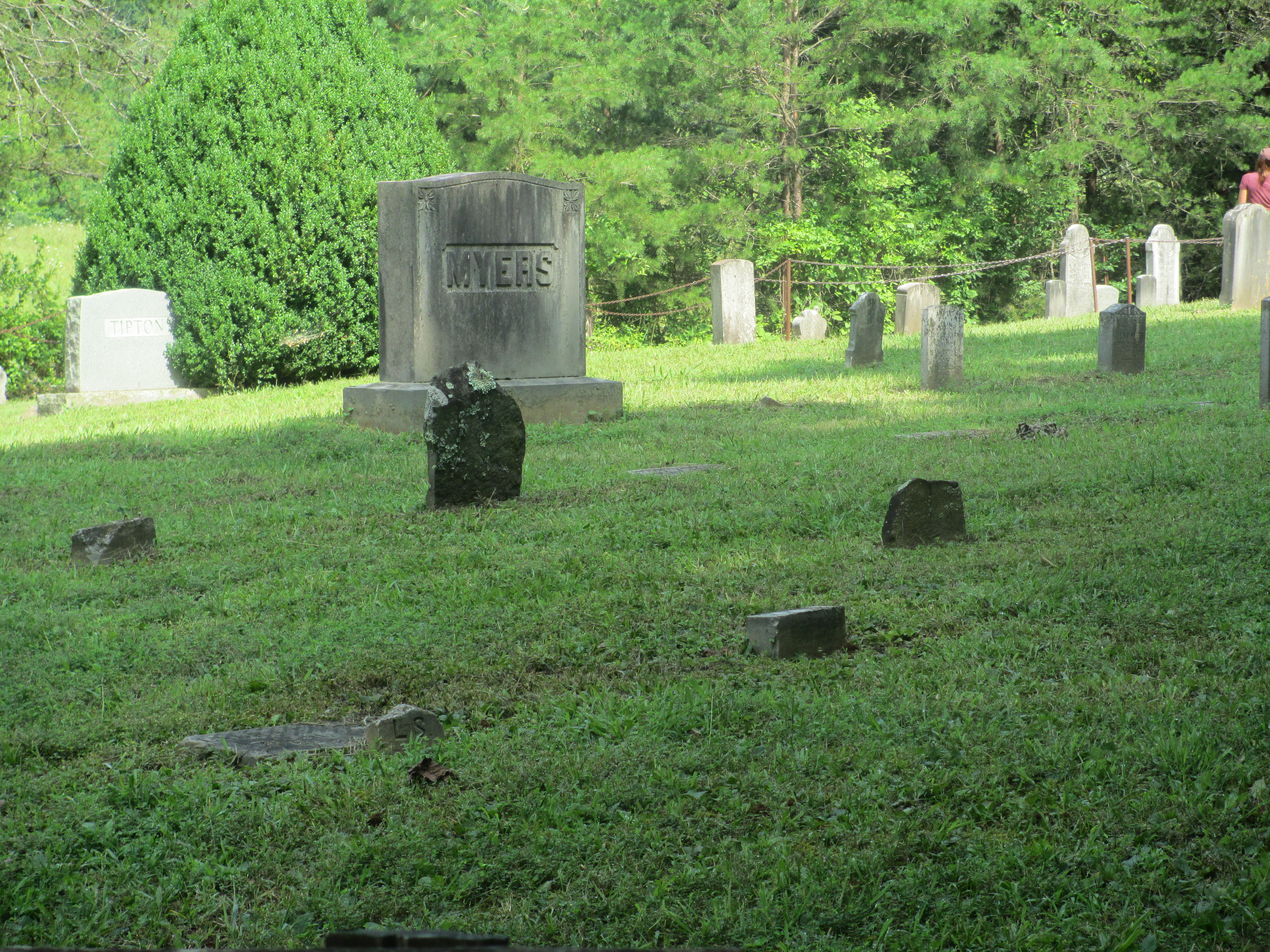
Friedhof aus dem 19. Jahrhundert

4. The Cades Cove Missionary Baptist Church (heutiges Gebäude von 1915–1916)

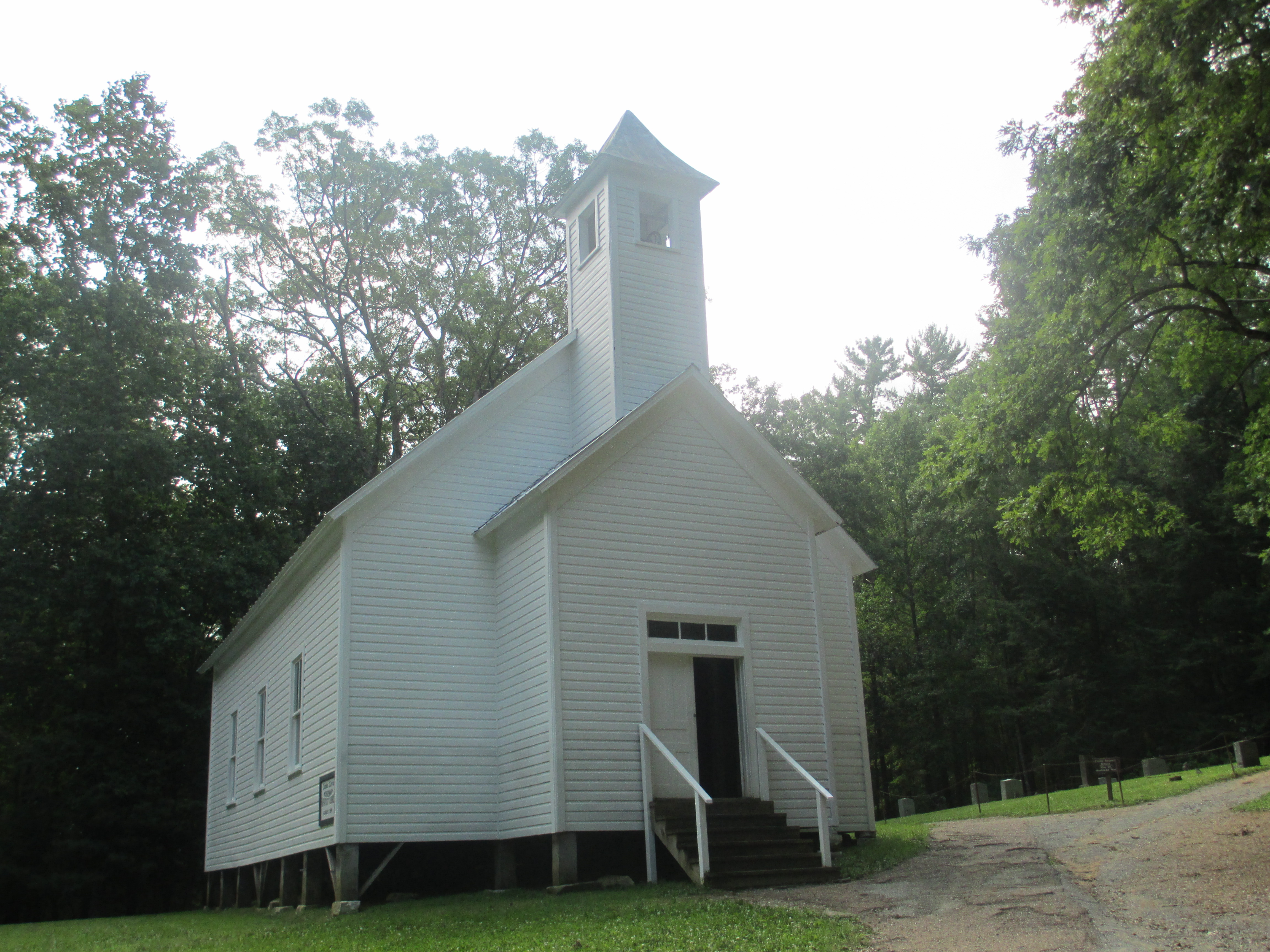
Missionary Baptist Church
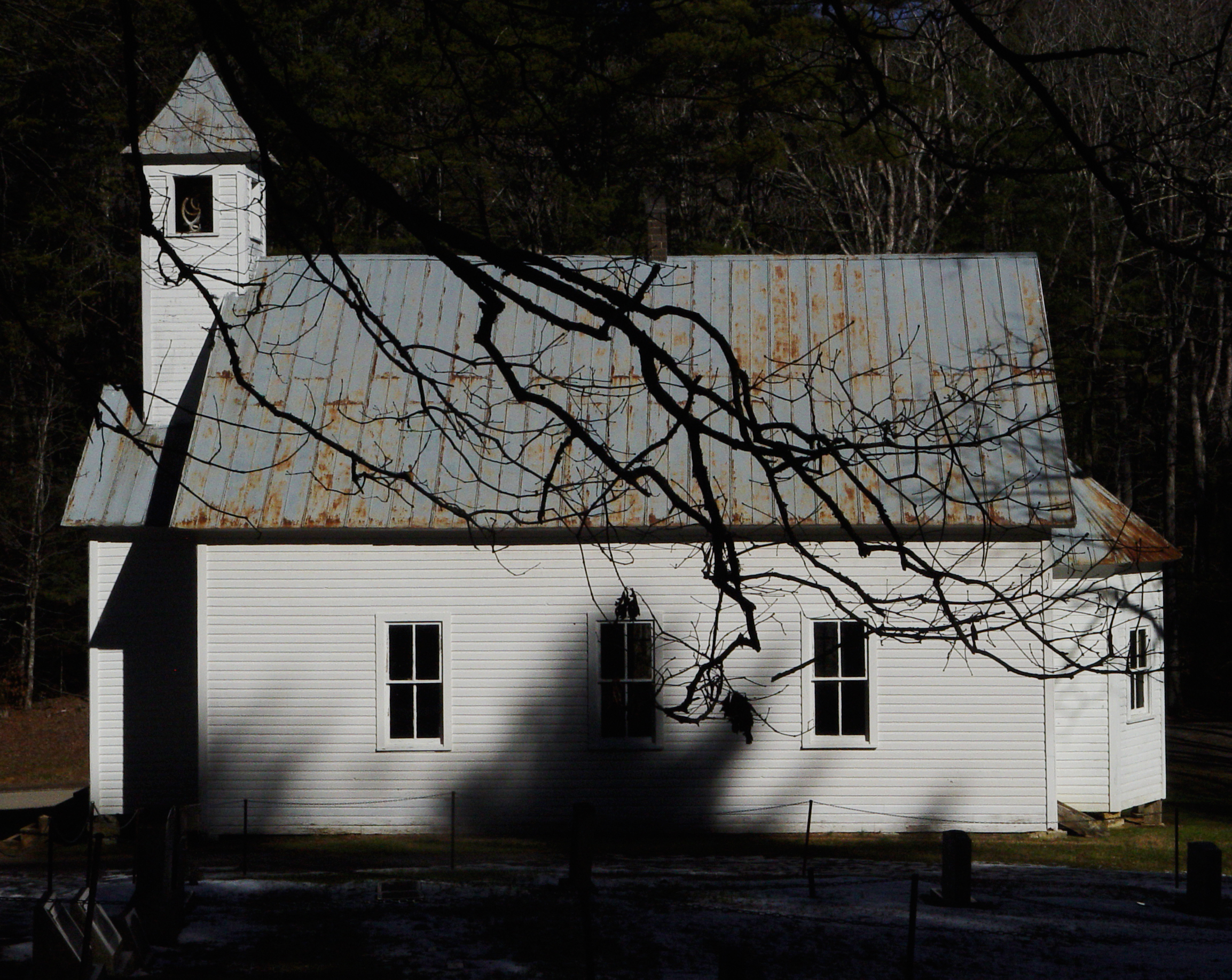
Missionary-Baptist-Church, Seitenansicht
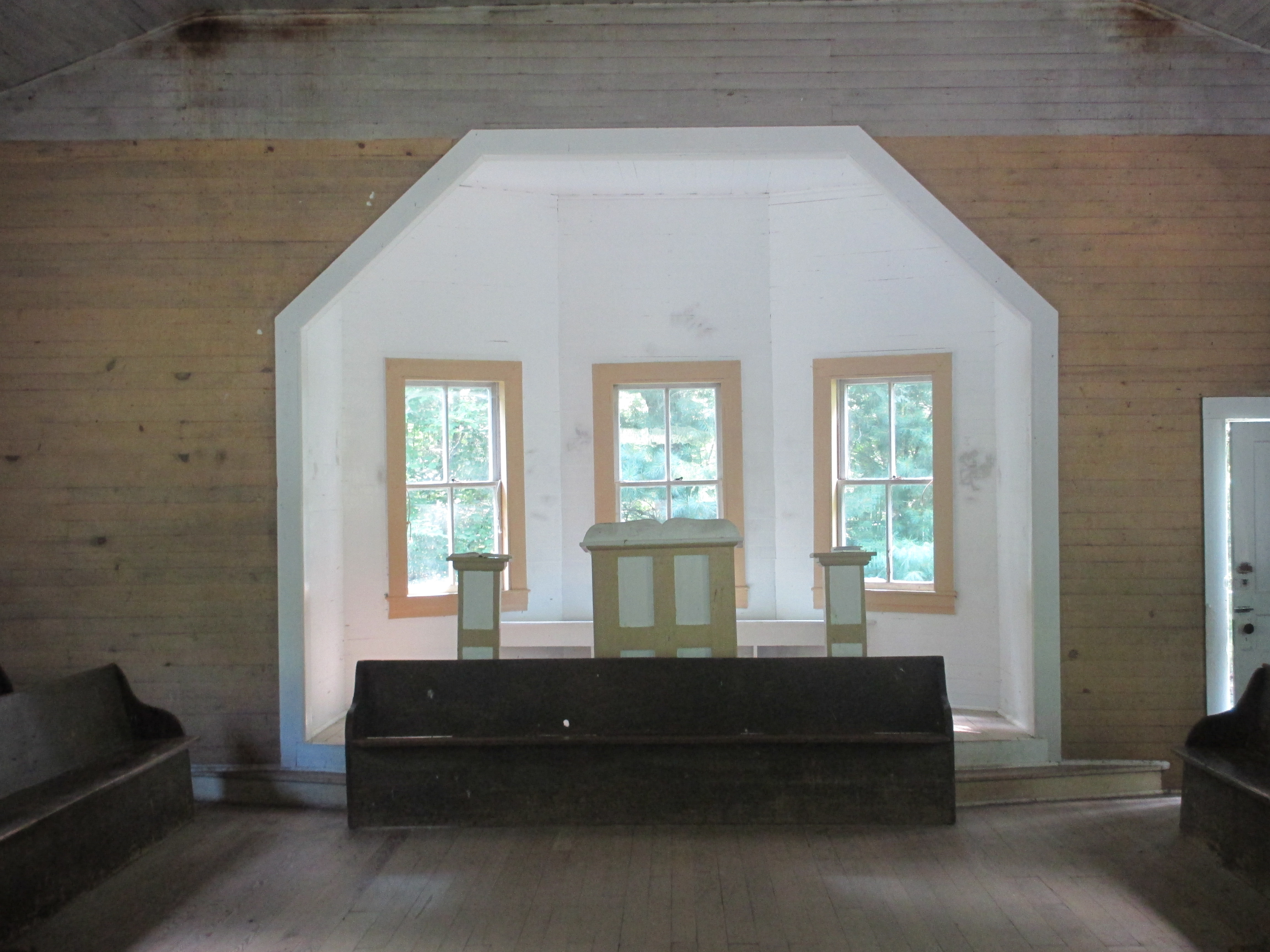
Innenansicht
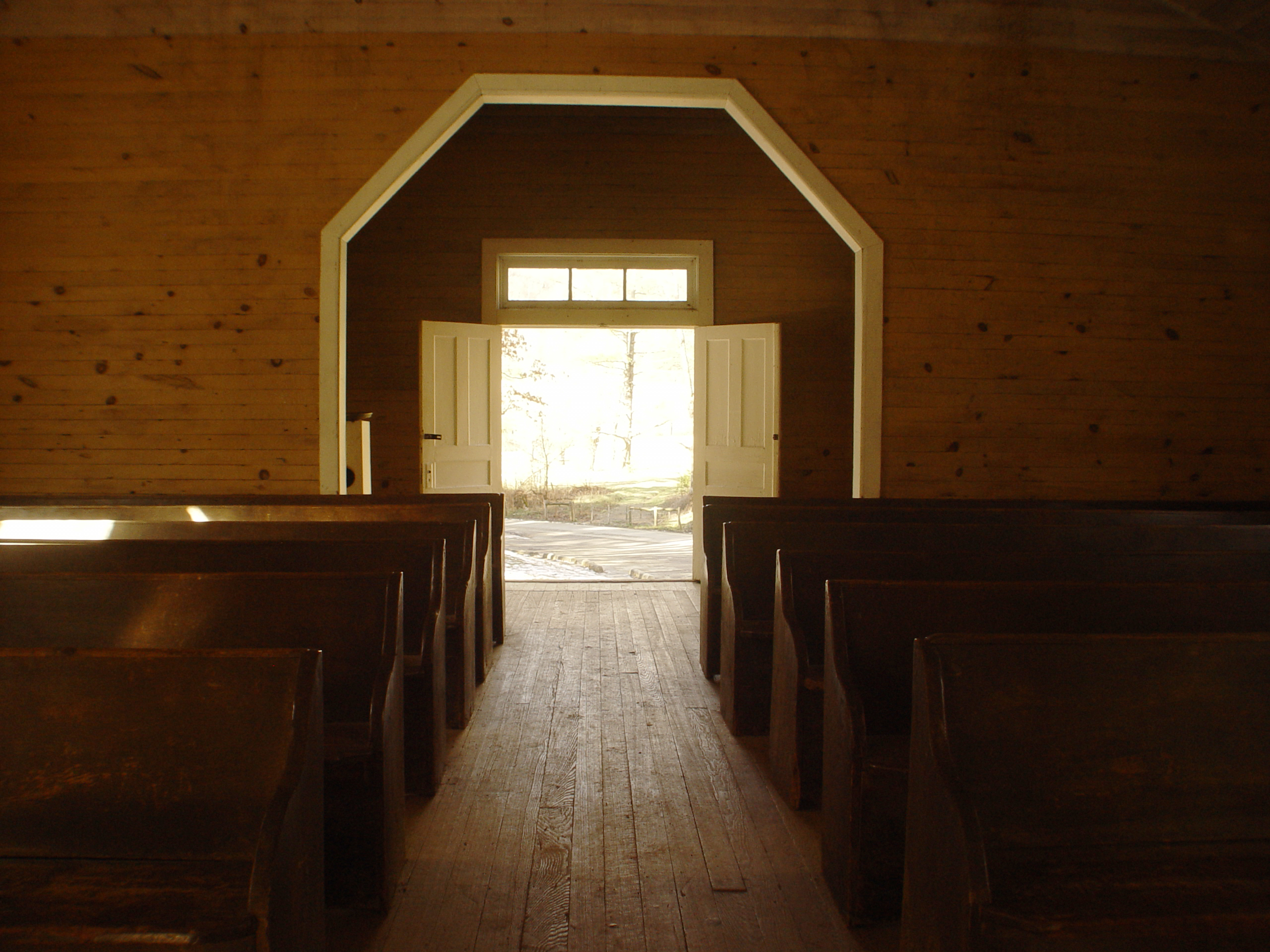
Blick von der Missionary Baptist Church nach draußen
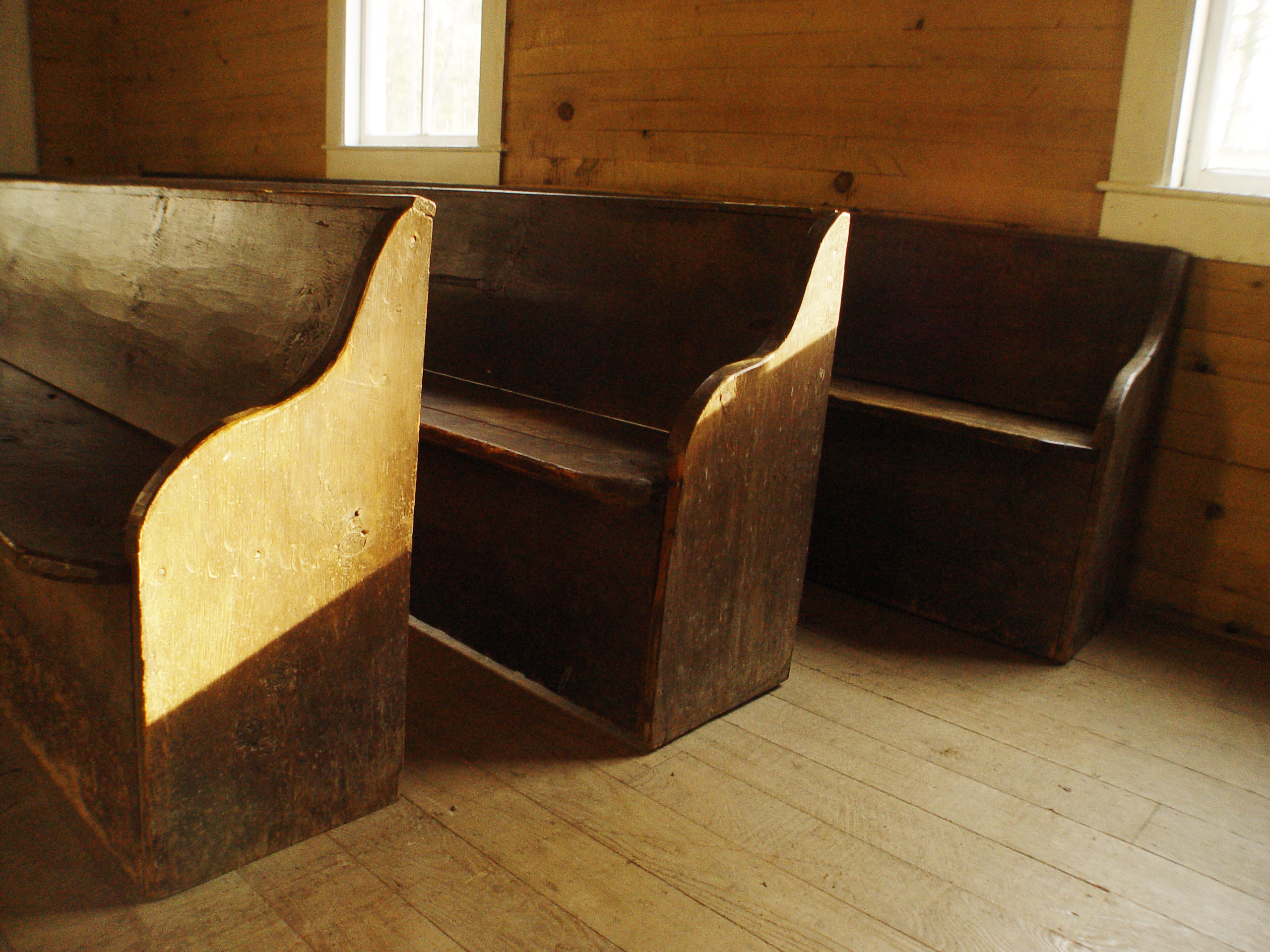
Kirchenbänke, Missionary Baptist Church

5. The Myers Barn (1920). Eine modernere Heuscheune auf dem Weg zu Elijah Oliver Place.
6. The Elijah Oliver Place (1866). Elijah Oliver (1829–1905) war der Sohn von John und Lucretia Oliver. Seine erste Farm wurde im Bürgerkrieg von Konföderierten zerstört. Die Hofstelle verfügt über eine dog-trot cabin, einen Hühnerstall, einen Maisspeicher, ein Brunnenhaus und einen einfachen Stall.

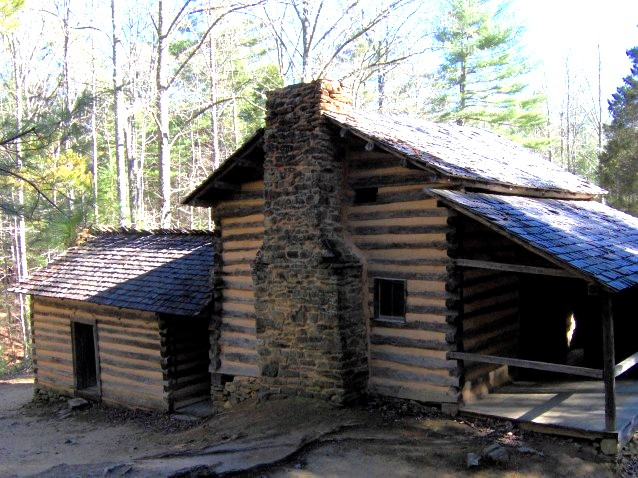
Elijah Oliver Place
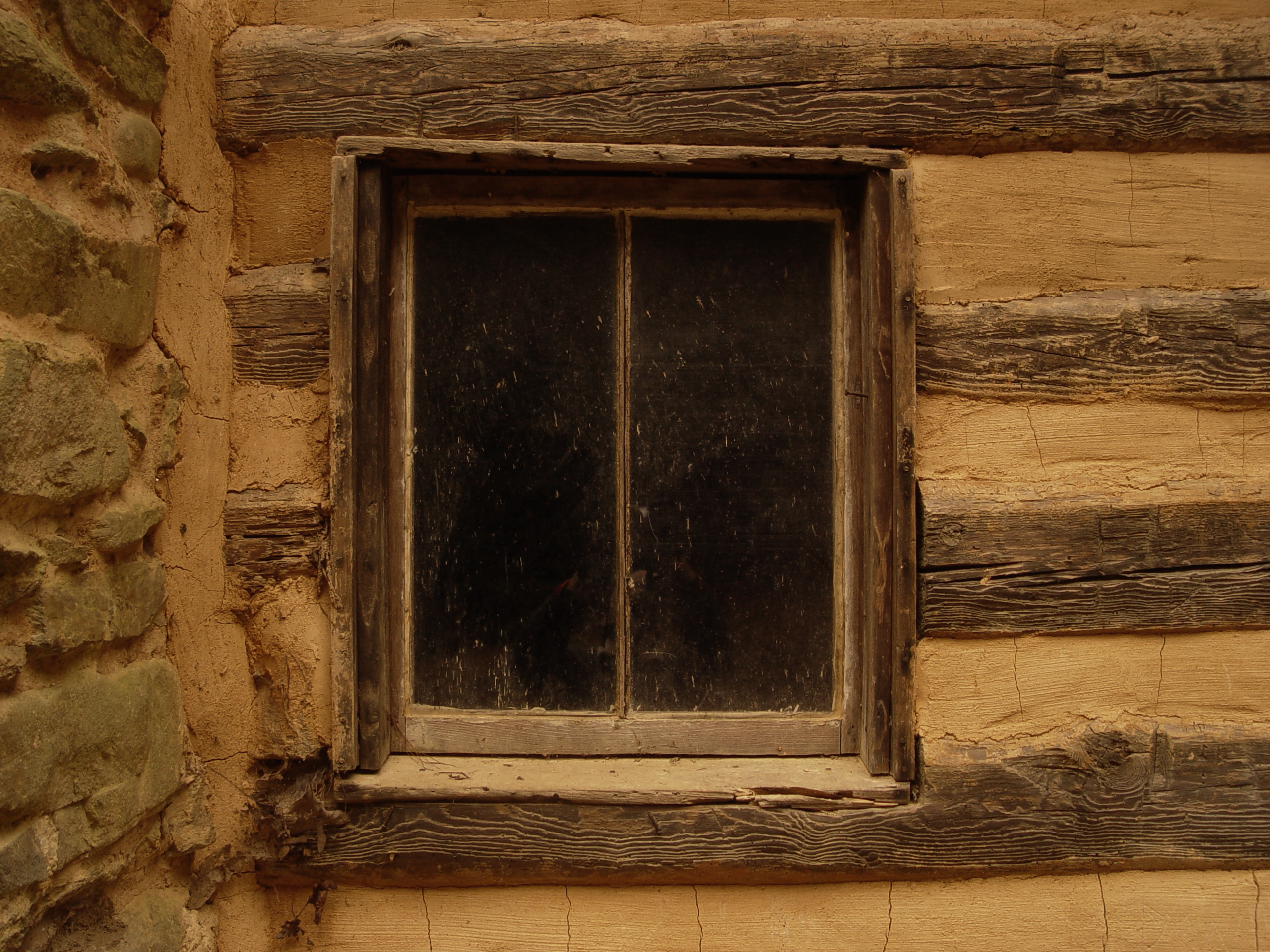
Fenster und Kamin
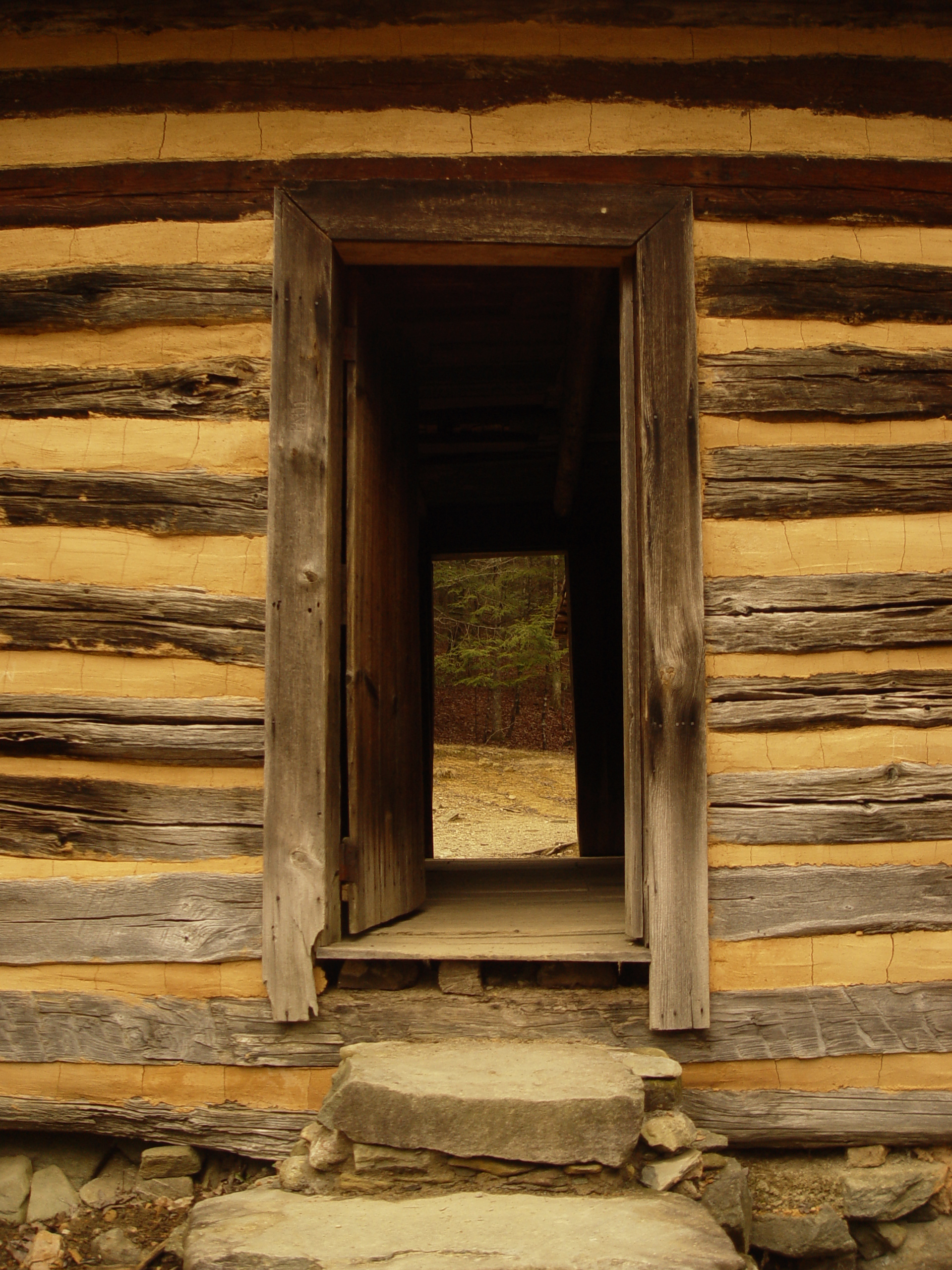
Elijah Oliver Cabin Door

7. The John Cable Grist Mill (1868). John P. Cable (1819–1891), ein Neffe von Peter Cable musste eine Reihe von komplizierten Wasserführungen entlang des Mill Creek und des Forge Creek bauen, um genug Wasserkraft für das charakteristische oberschlächtige Wasserrad zu erzielen.

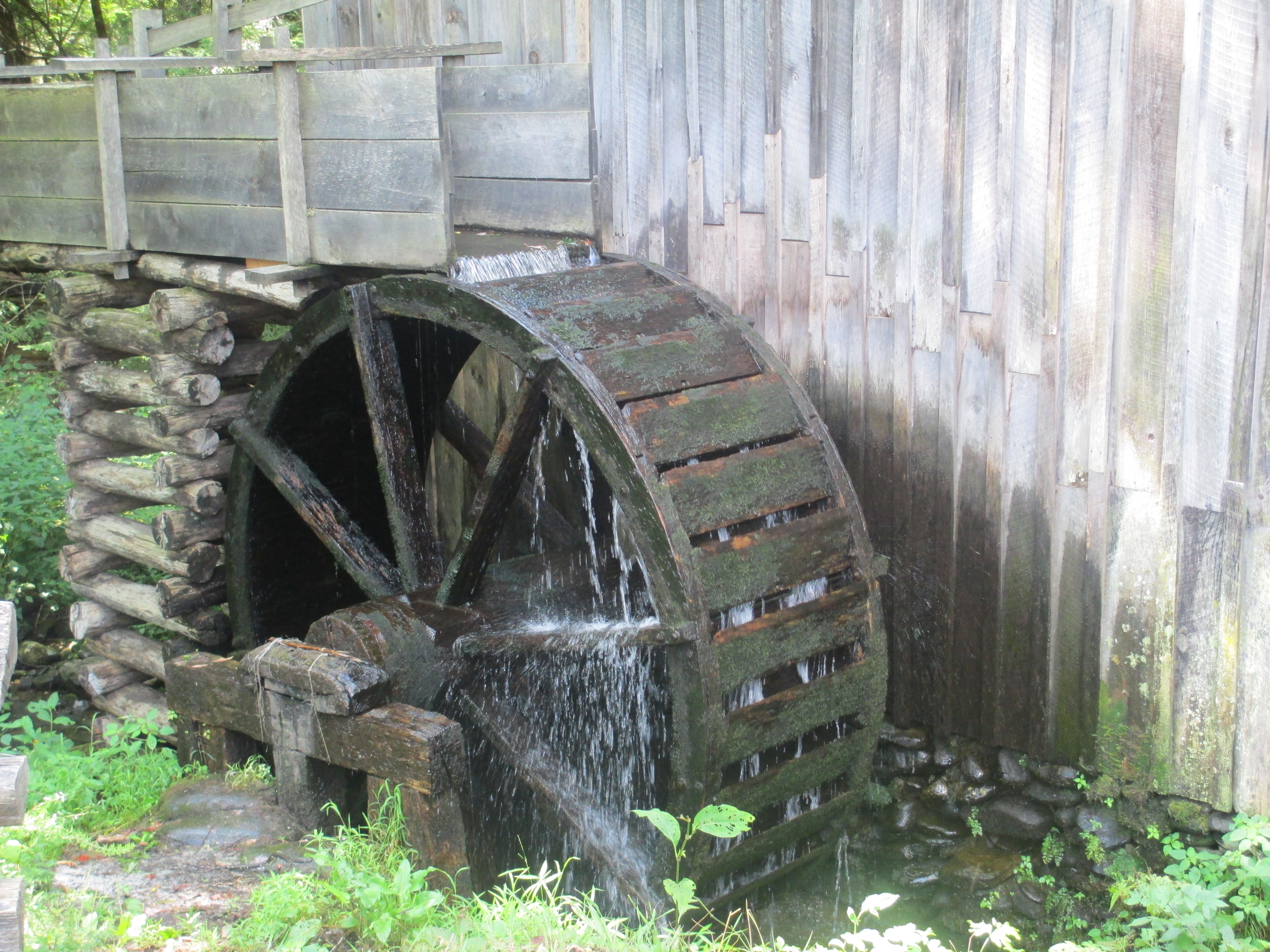
Mühle bei John Cable House
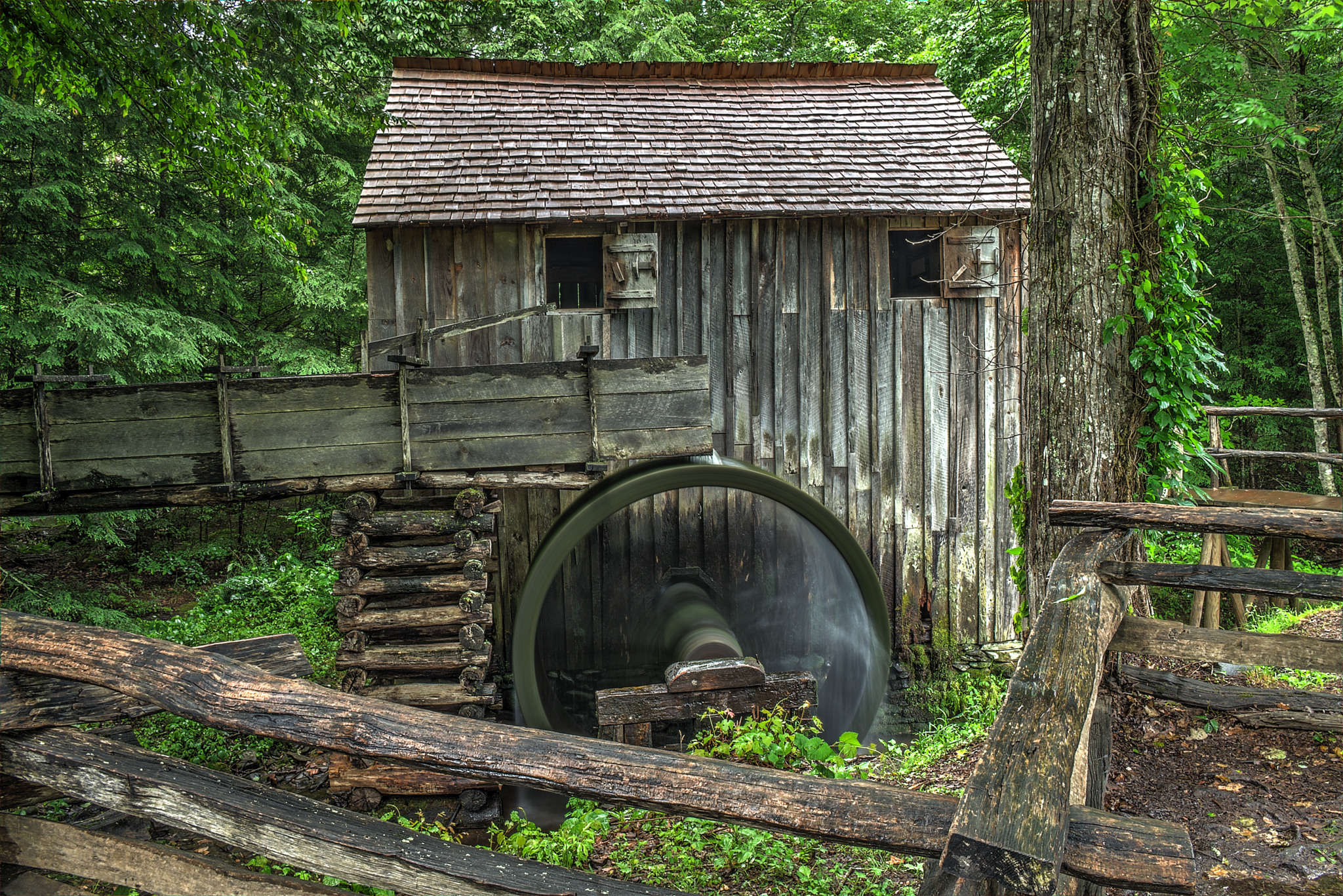
Mühle

8. The Becky Cable House (1879). Das Gebäude bei der Cable Mill, wurde ursprünglich von Leason Gregg als Verkaufsladen genutzt. 1887 verkaufte er es an John Cables Tochter, die alleinstehende Rebecca Cable (1844–1940). Eine Familientradition besagt, dass Rebecca niemals ihrem Vater vergab und sich weigerte, zu heiraten, nachdem ihr Vater ihre Kinderliebe zerstört hatte. Mehrere Gebäude wurden von anderen Plätzen in der Cove dorthin gebracht. Unter anderem eine Scheune, ein Kutschenhaus, ein Hühnerstall, eine Melasse-Küche, eine Sorghum-Presse und ein Faksimile einer Schmiede.

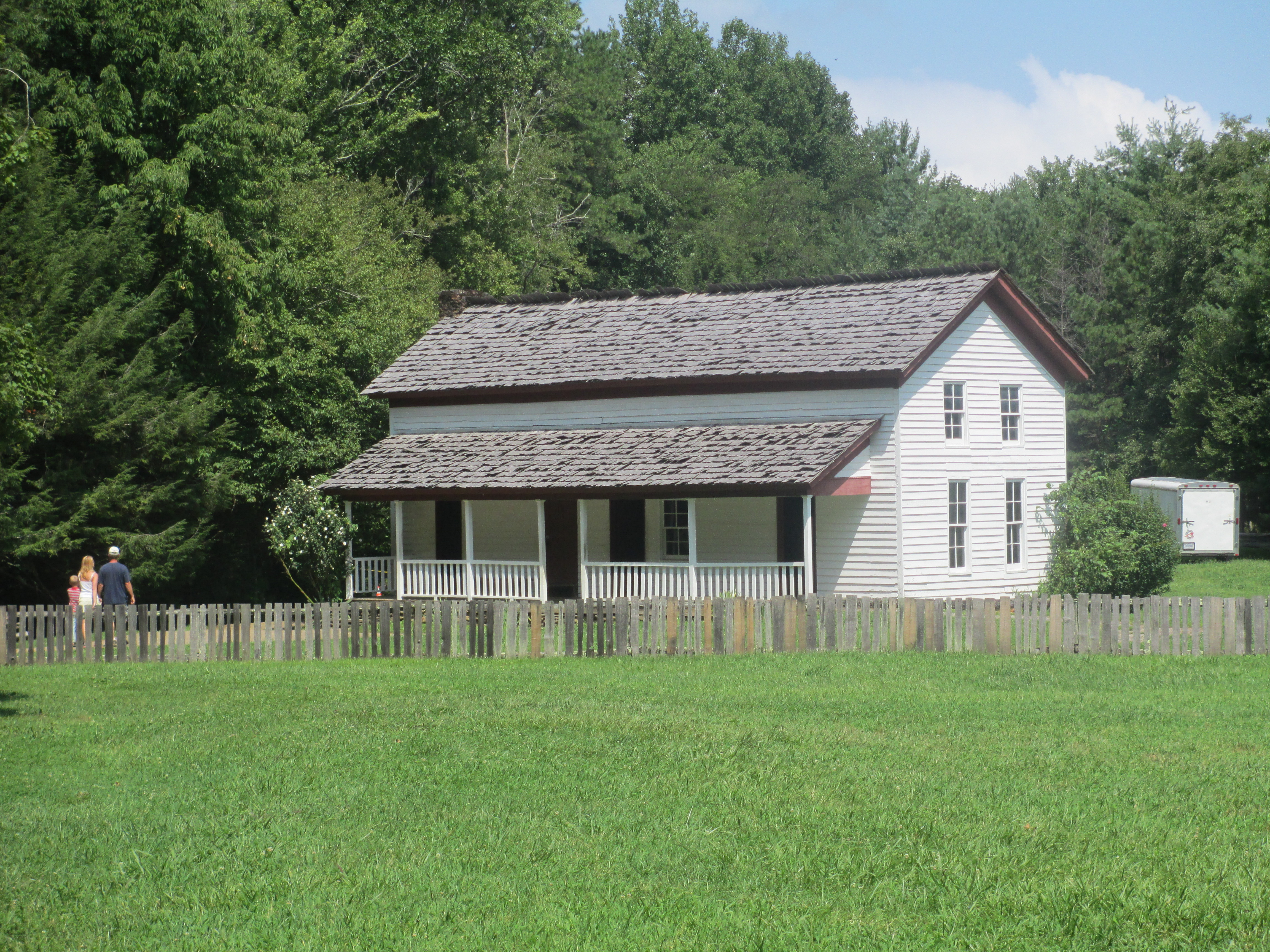
Becky Cable House

9. The Henry Whitehead Cabin (1895–1896). Diese Hütte an der Forge Creek Road bei Chestnut Flats, wurde von Matilda „Aunt Tildy“ Shields und ihrem zweiten Ehemann, Henry Whitehead (1851–1914) gebaut. Shields Söhne aus erster Ehe waren Hauptfiguren im moonshine trade.

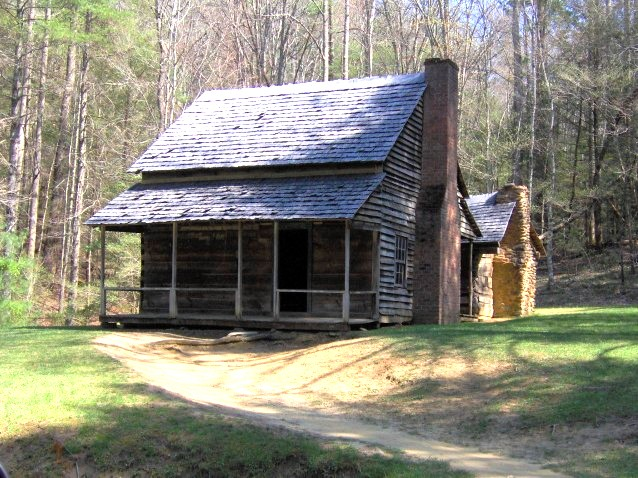
Henry Whitehead Cabin

10. The Dan Lawson Place (um 1840) wurde von Peter Cable in den 1840ern gebaut und von Dan Lawson (1827–1905) erworben, nachdem er Cables Tochter, Mary Jane geheiratet hatte. Lawson war der wohlhabendste Einwohner der Cove. Die Hofstelle verfügt über das Wohngebäude „Peter Cable Cabin“, ein Räucherhaus, einen Hühnerstall und eine Heuscheune.

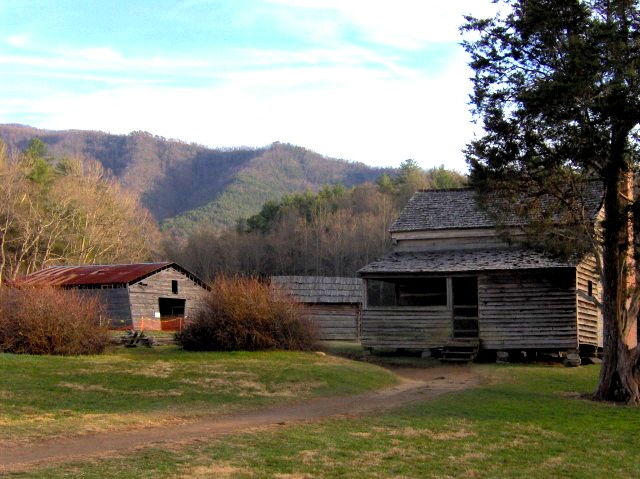
Dan Lawson Place
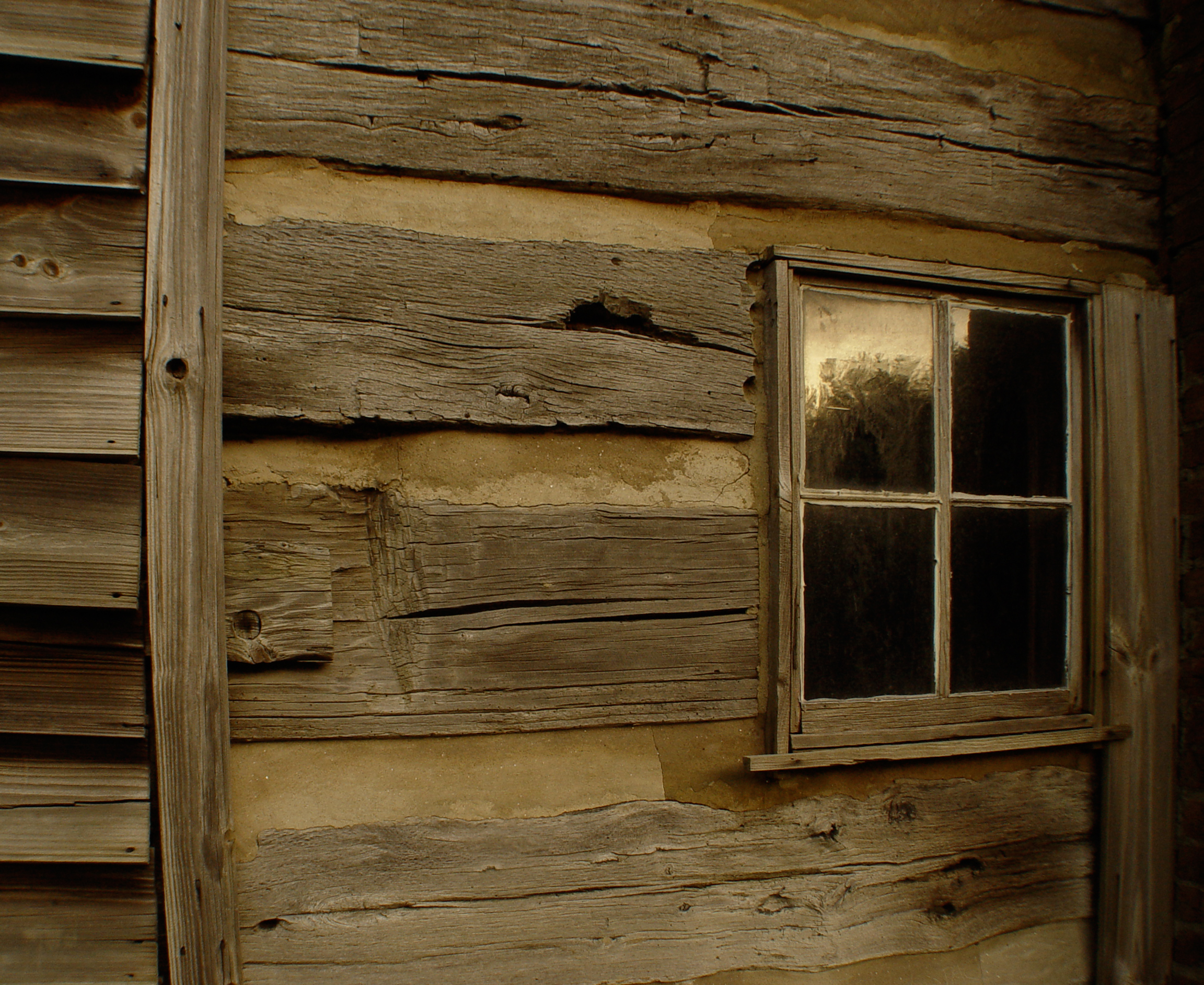

11. The Tipton Place (1880er) wurde von Nachkommen von William „Fighting Billy“ Tipton erbaut. Die Holzverkleidung war eine spätere Ergänzung. Die Hofstelle verfügt neben der Hütte über ein Kutschenhaus, ein Räucherhaus, einen Holzschuppen und eine Doppel-Vordach-Scheune (double-cantilever barn).

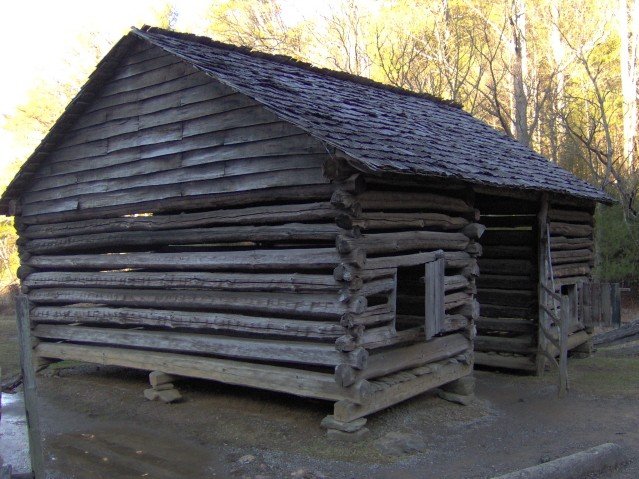
Tipton Corn Crib
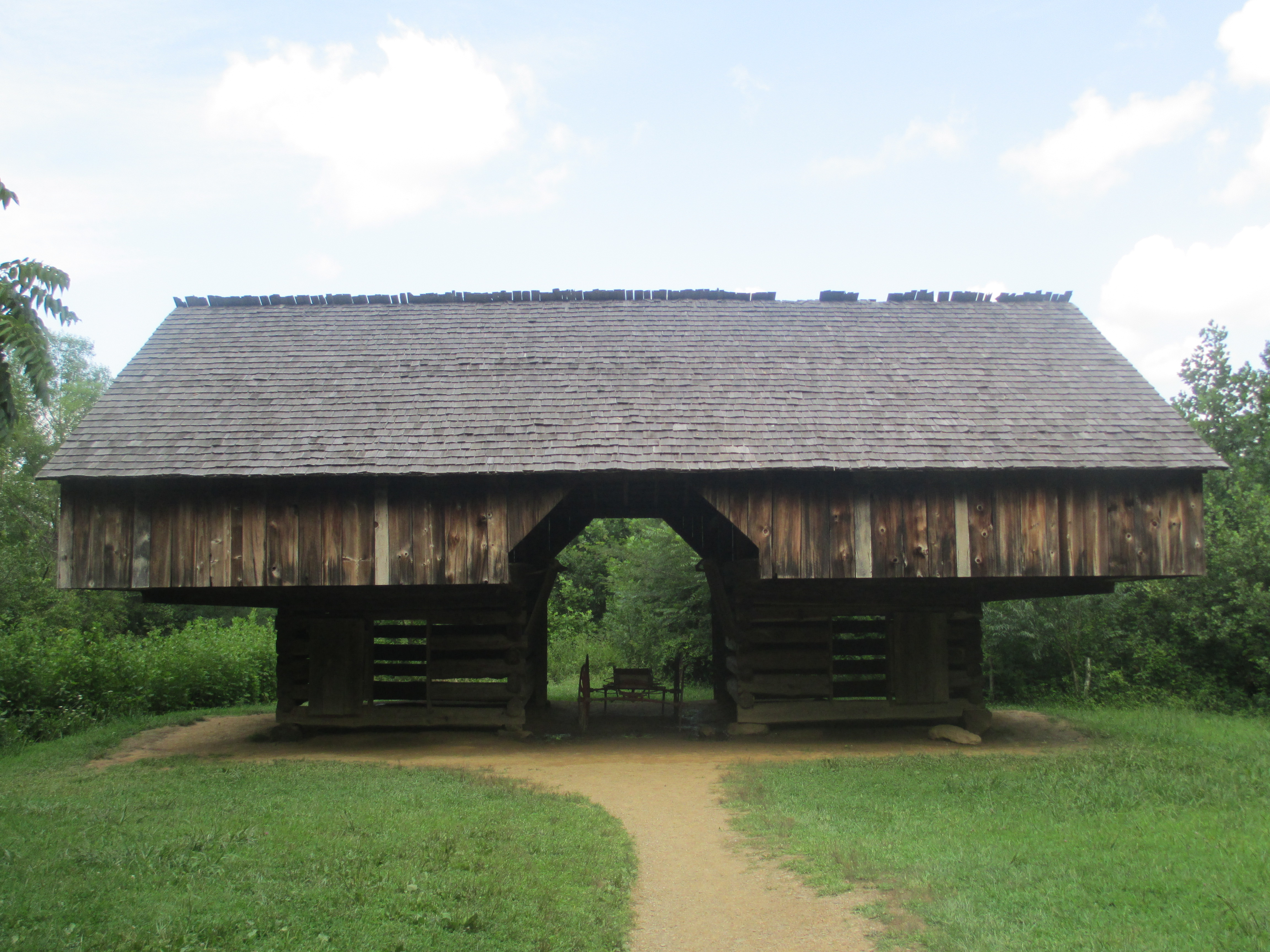
Double-Cantilever Barn bei Tipton Place
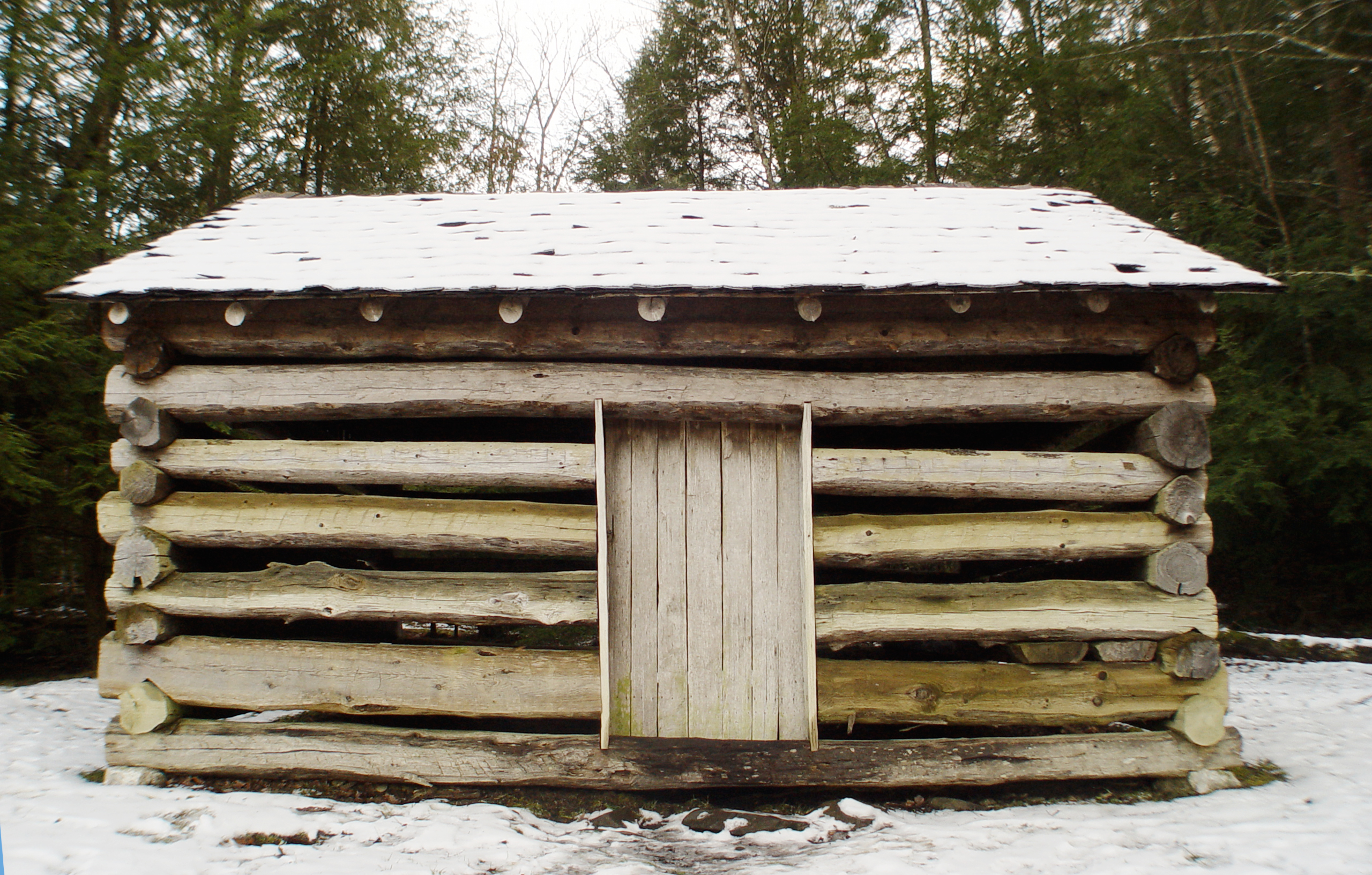
Tipton-Oliver-Blacksmith-Shop
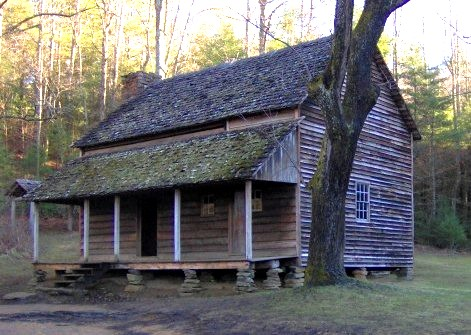
Tipton Cabin
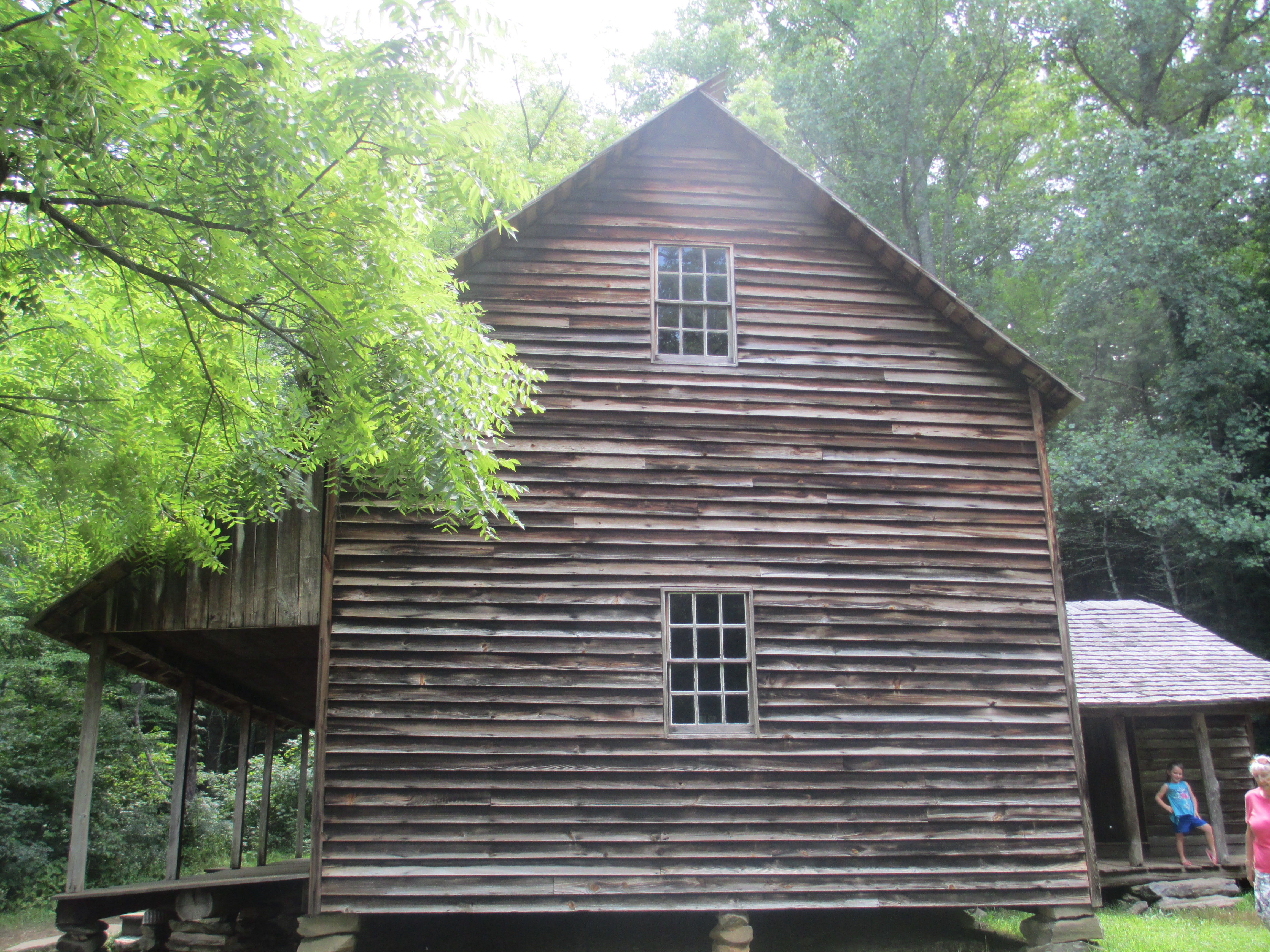
Seitenansicht von Tipton Place
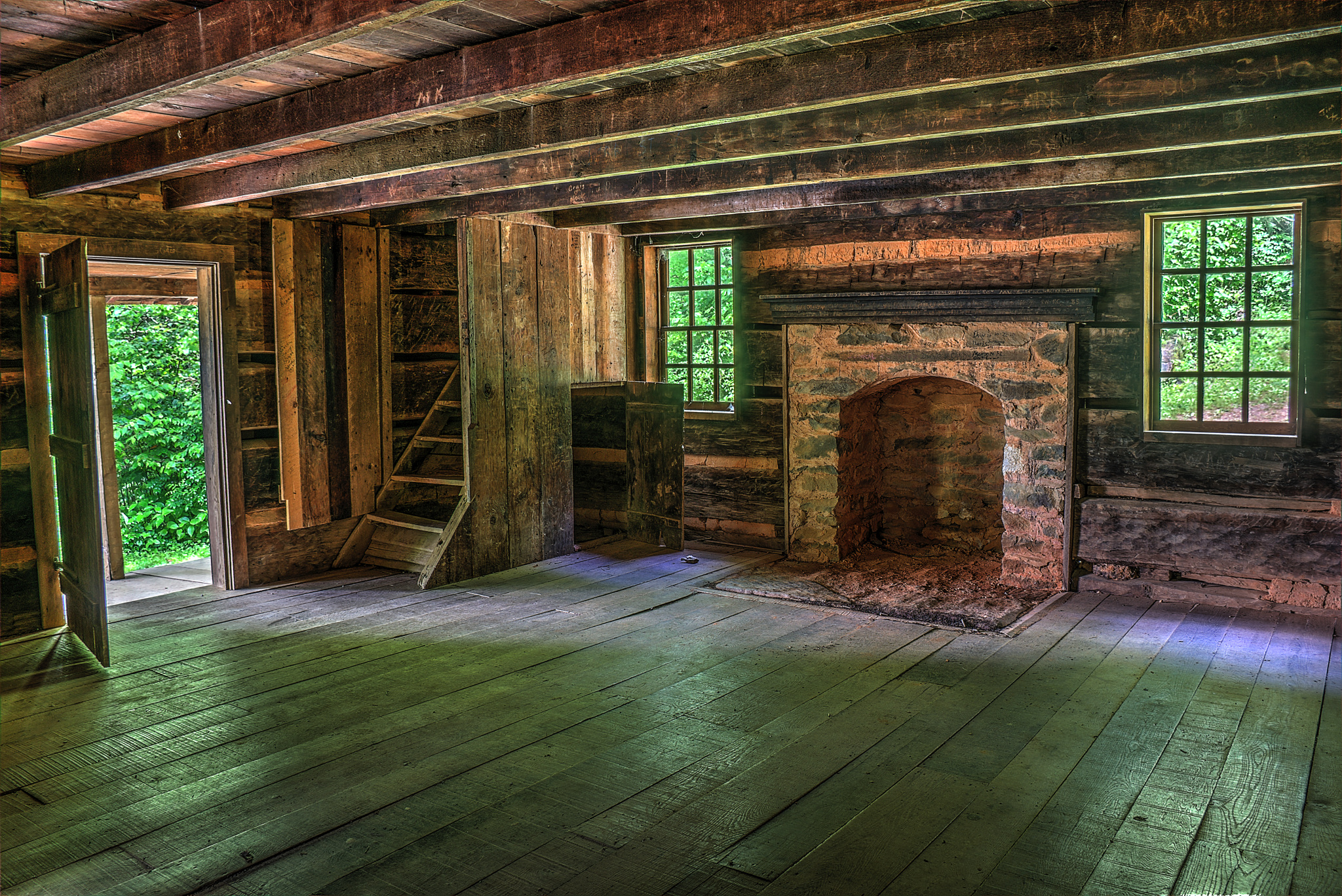
Innenansicht von Tipton Place

12. The Carter Shields Cabin (1880er), einfache Blockhütte.

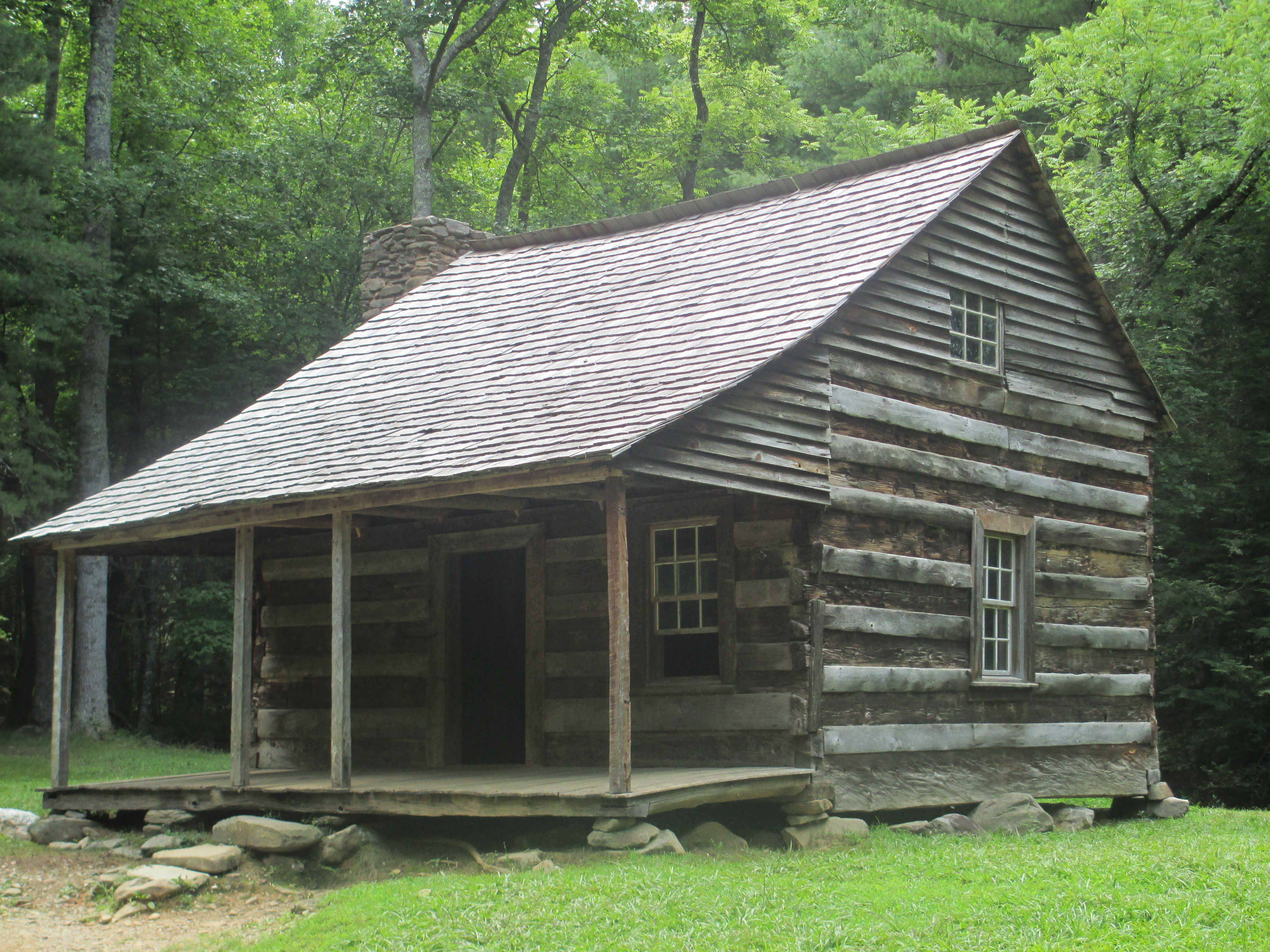
Carter Shields Cabin
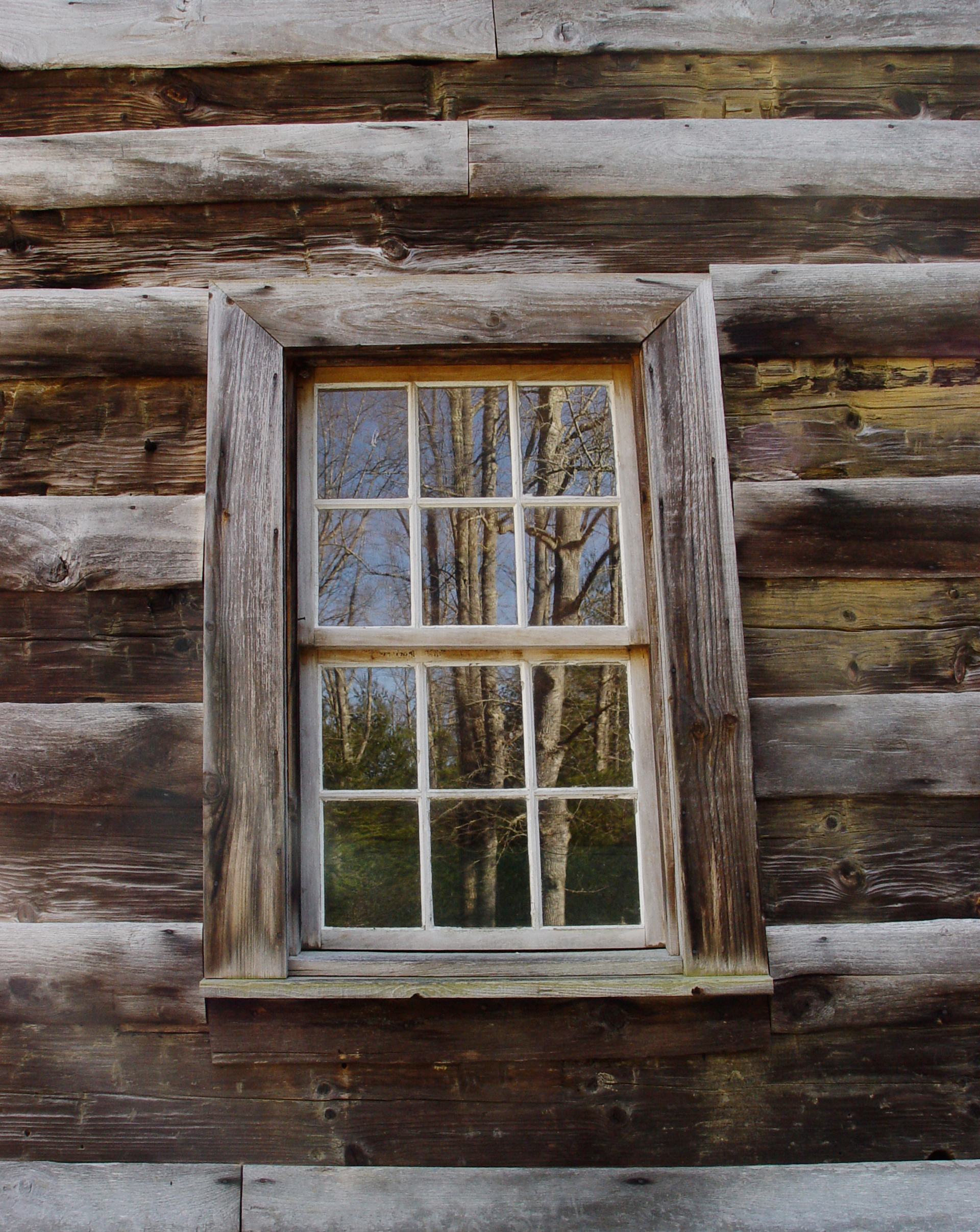

## Touring

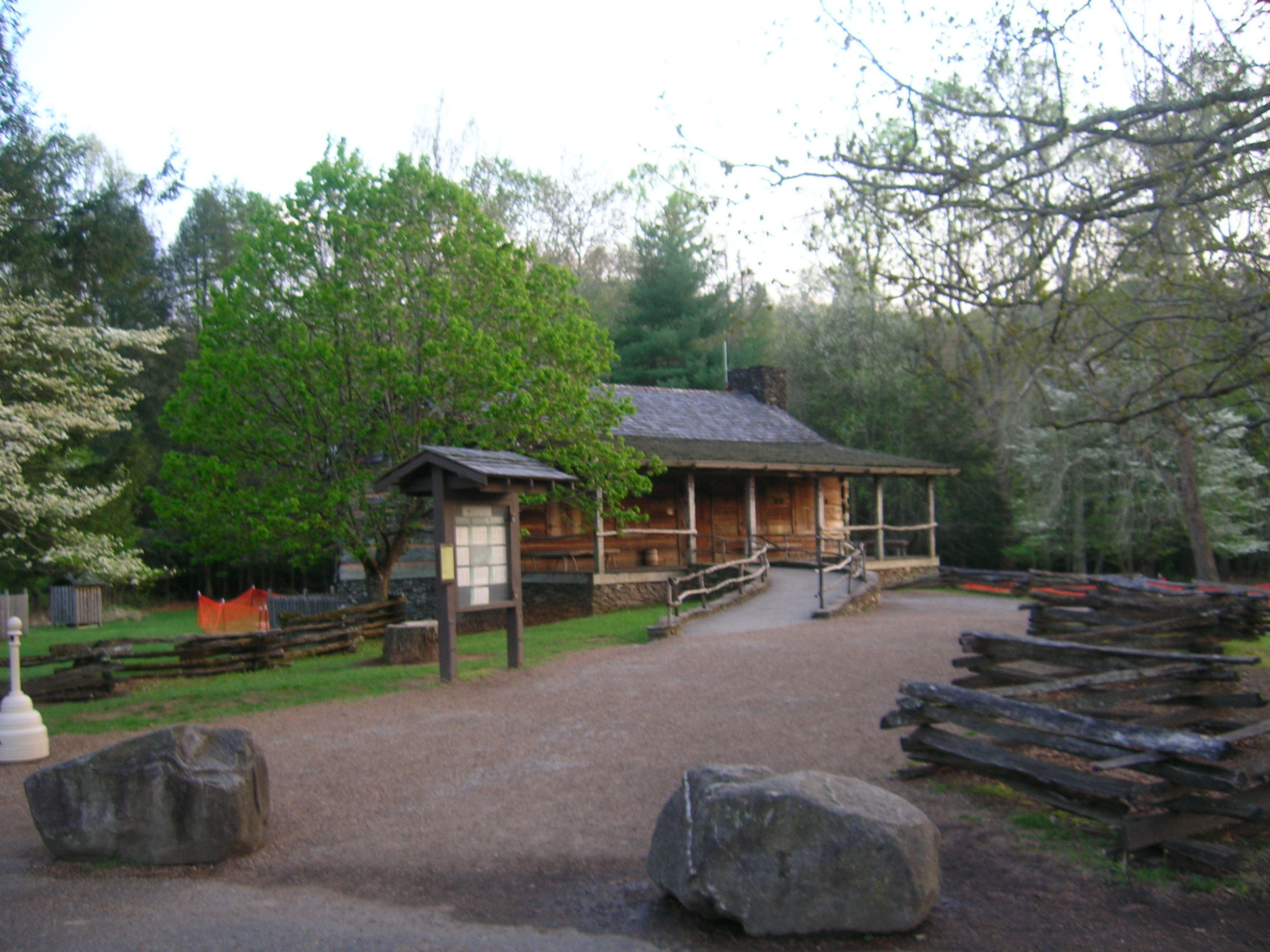
Cades Cove Visitor Information Center

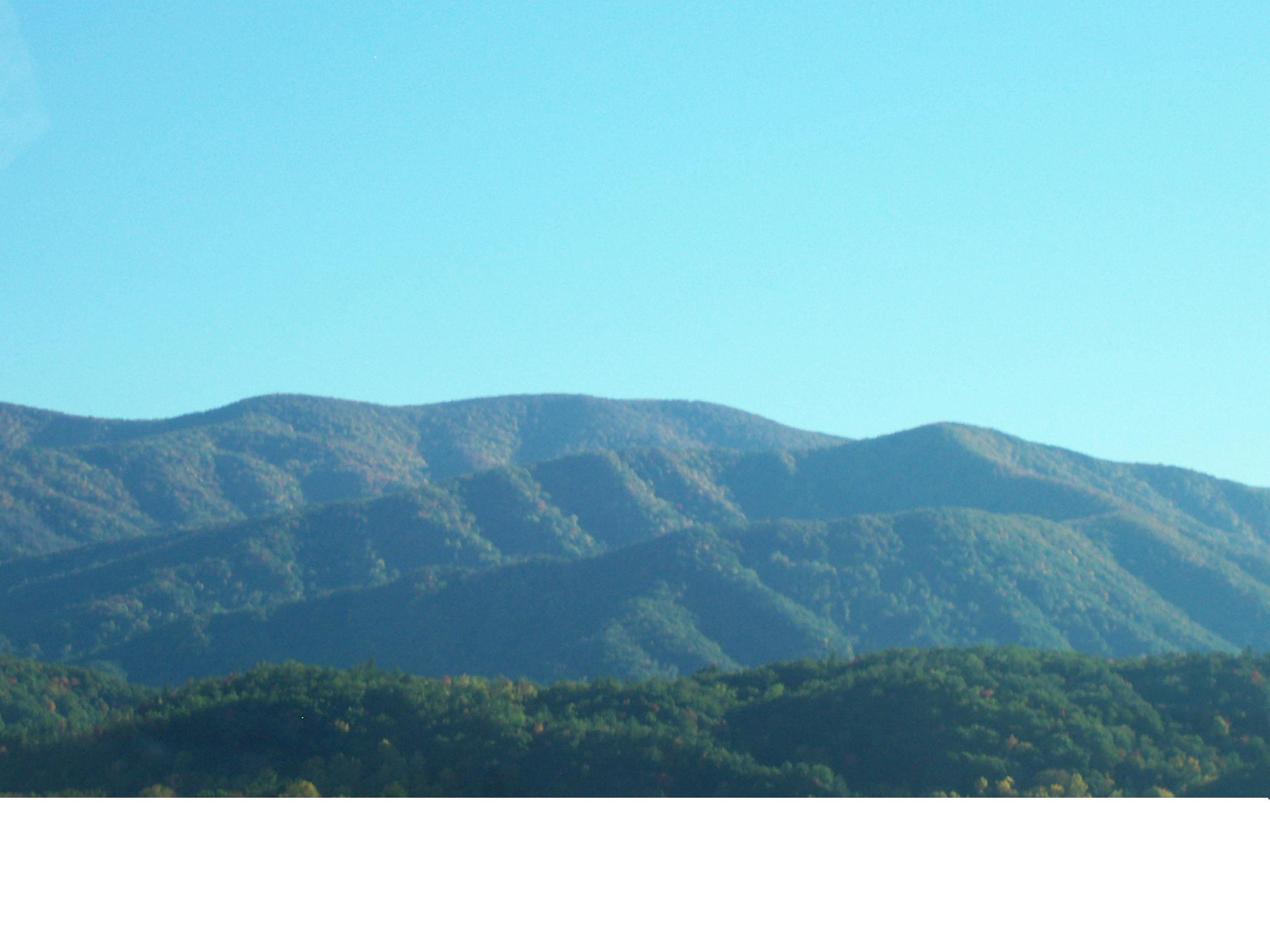
Berge im Umkreis der Cades Cove.

Obwohl die Cove geographisch isoliert liegt, ist sie heute eine beliebte Touristenattraktion im Great Smoky Mountains National Park. Eine Einbahnstraße führt auf einer Strecke von 11 miles (18 km) einmal im Rundkurs durch die Cove und wird täglich von tausenden Besuchern genutzt. In der Hauptsaison kann es sein, dass es vier Stunden dauert die Route abzufahren.
Besonders bekannt ist die Cove auch aufgrund zahlreicher Schwarzbären und zahlreicher Hirsche. Beliebte Wanderwege führen zu Abrams Falls (ca. 8 km) und Gregory Bald. Außerdem gibt es die Möglichkeit, zu reiten und Fahrrad zu fahren.